# Kvinnlig rösträtt

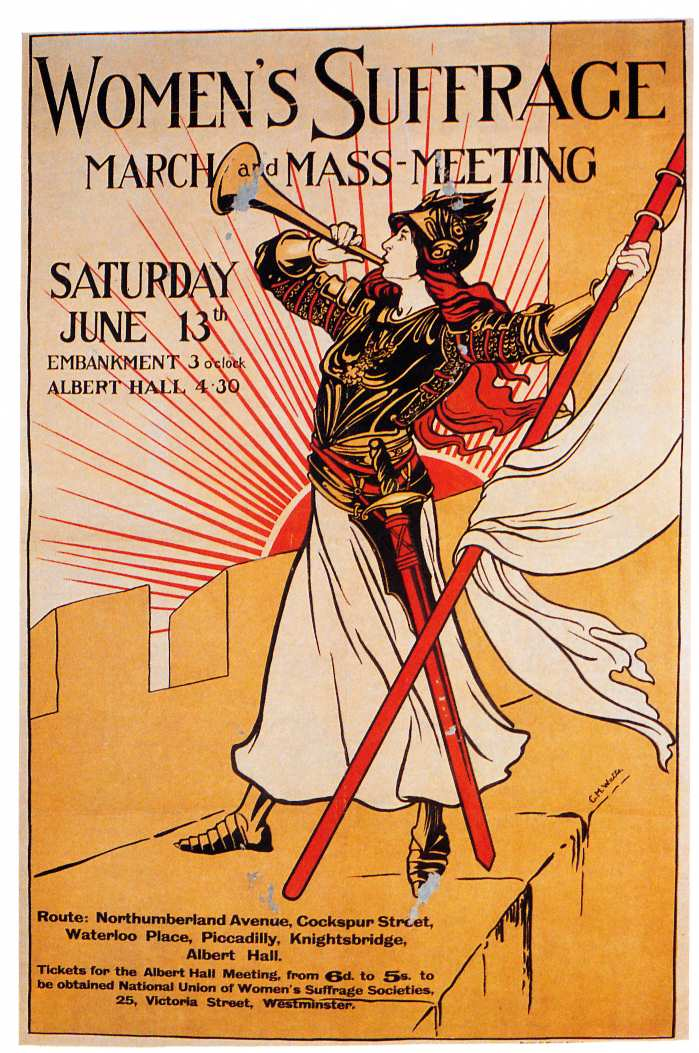
Caroline Watts The Bugler Girl 1908

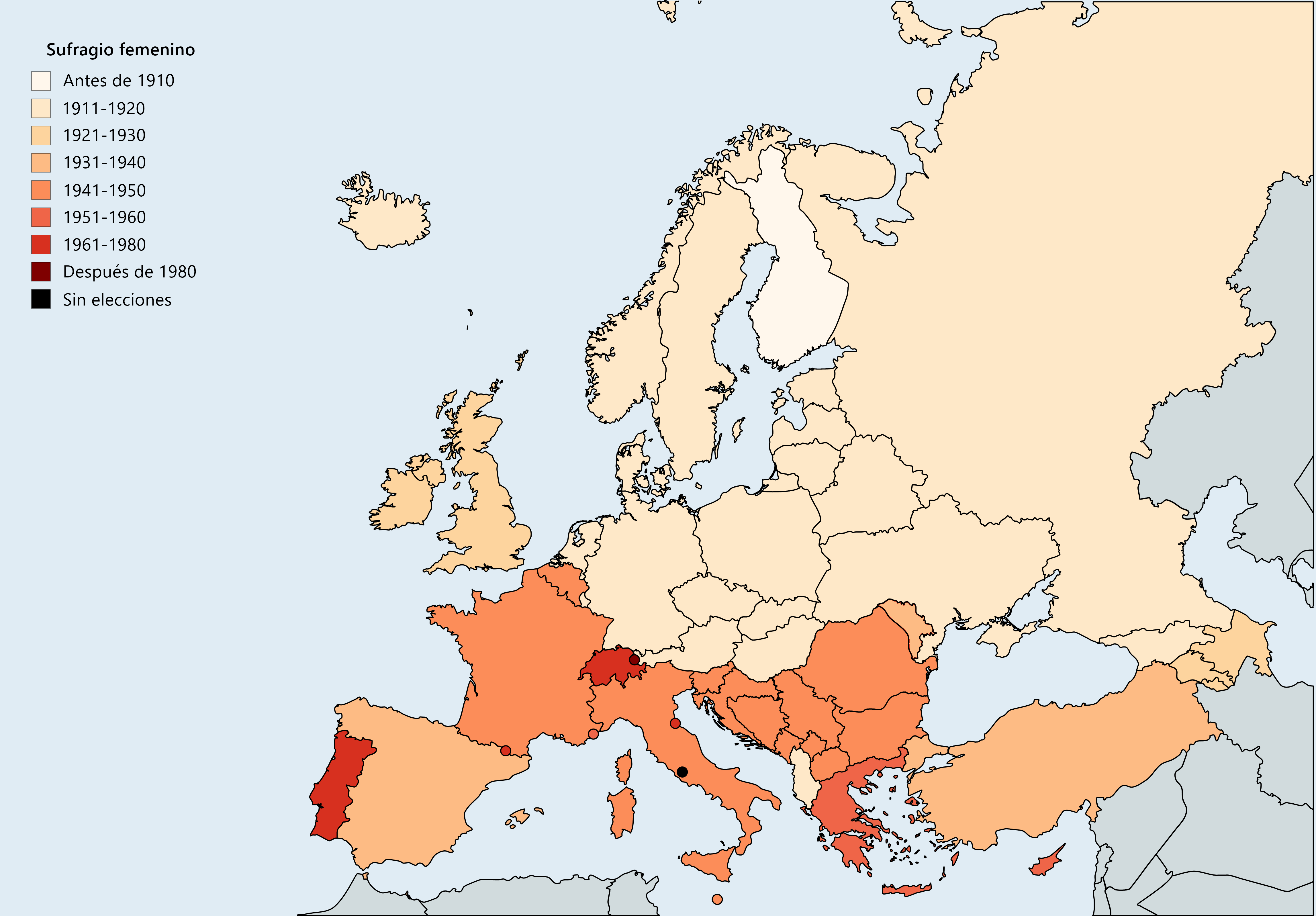
Kvinnlig rösträtt i Europa efter år.

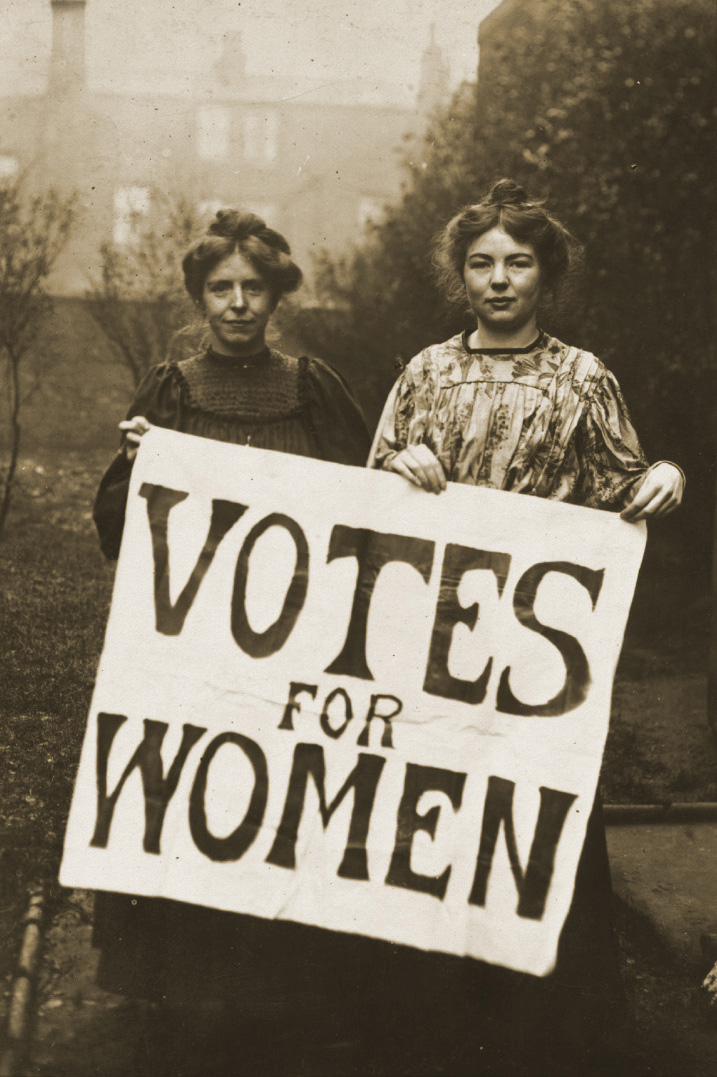
Kvinnlig rösträtt.
På bilden ses Annie Kenney (t.v.) och Christabel Pankhurst (t.h.).

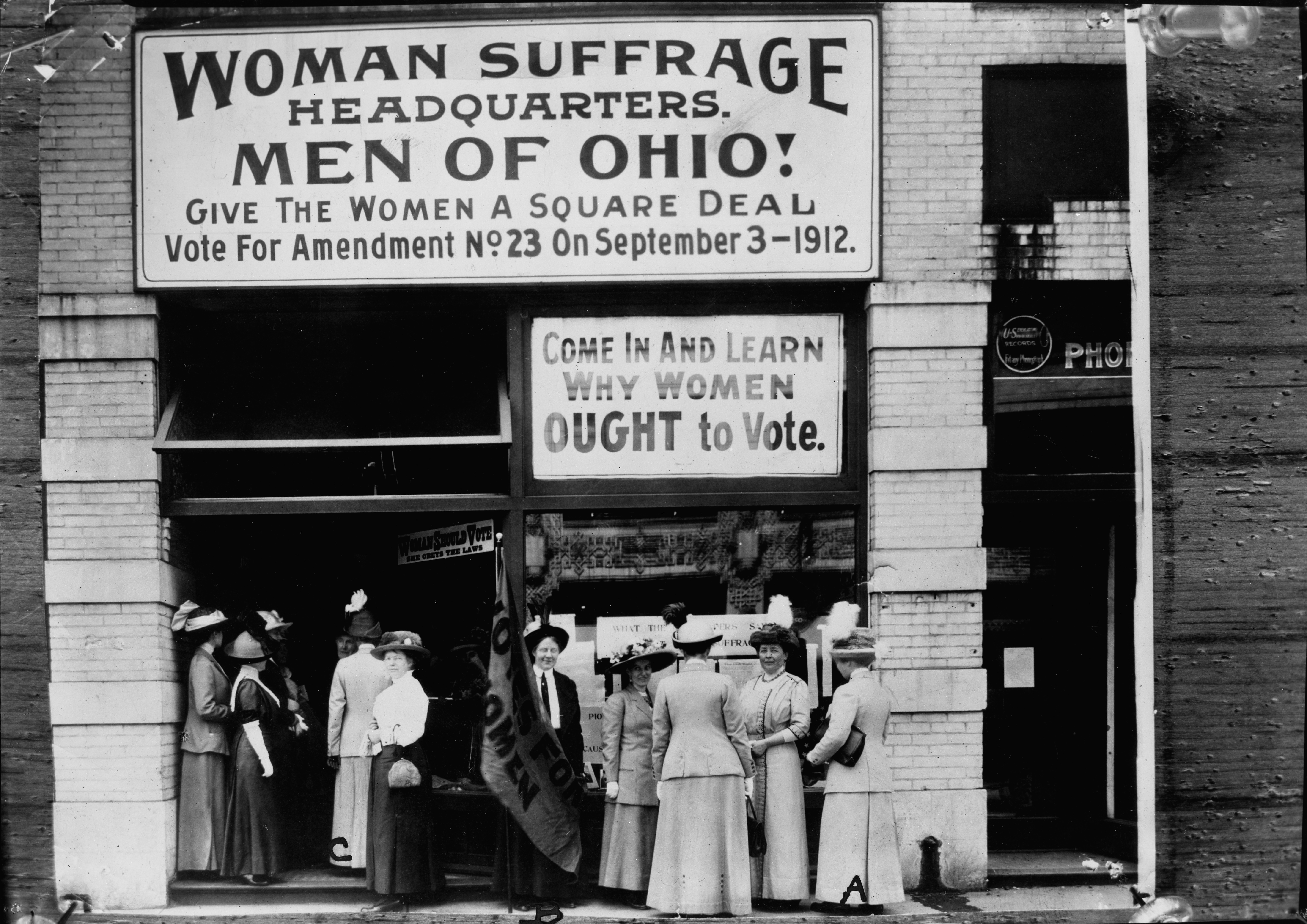
En organisation för kvinnlig rösträtt i USA år 1912.

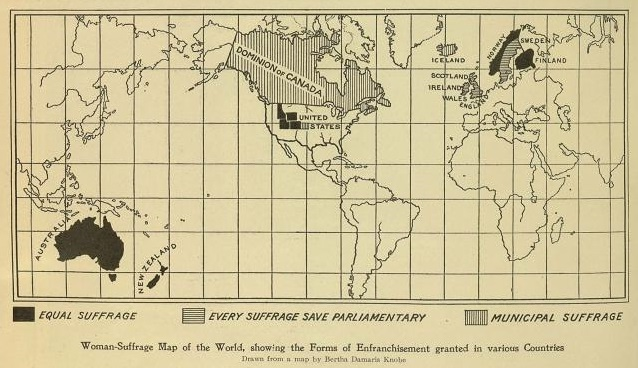
Kvinnlig rösträtt 1908

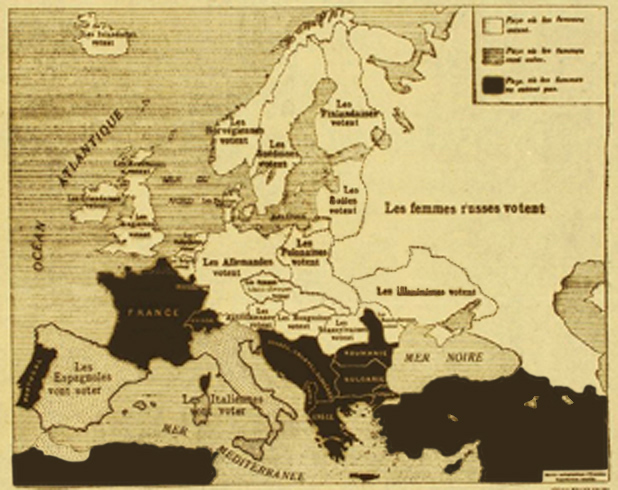
Kvinnlig rösträtt maj 1919

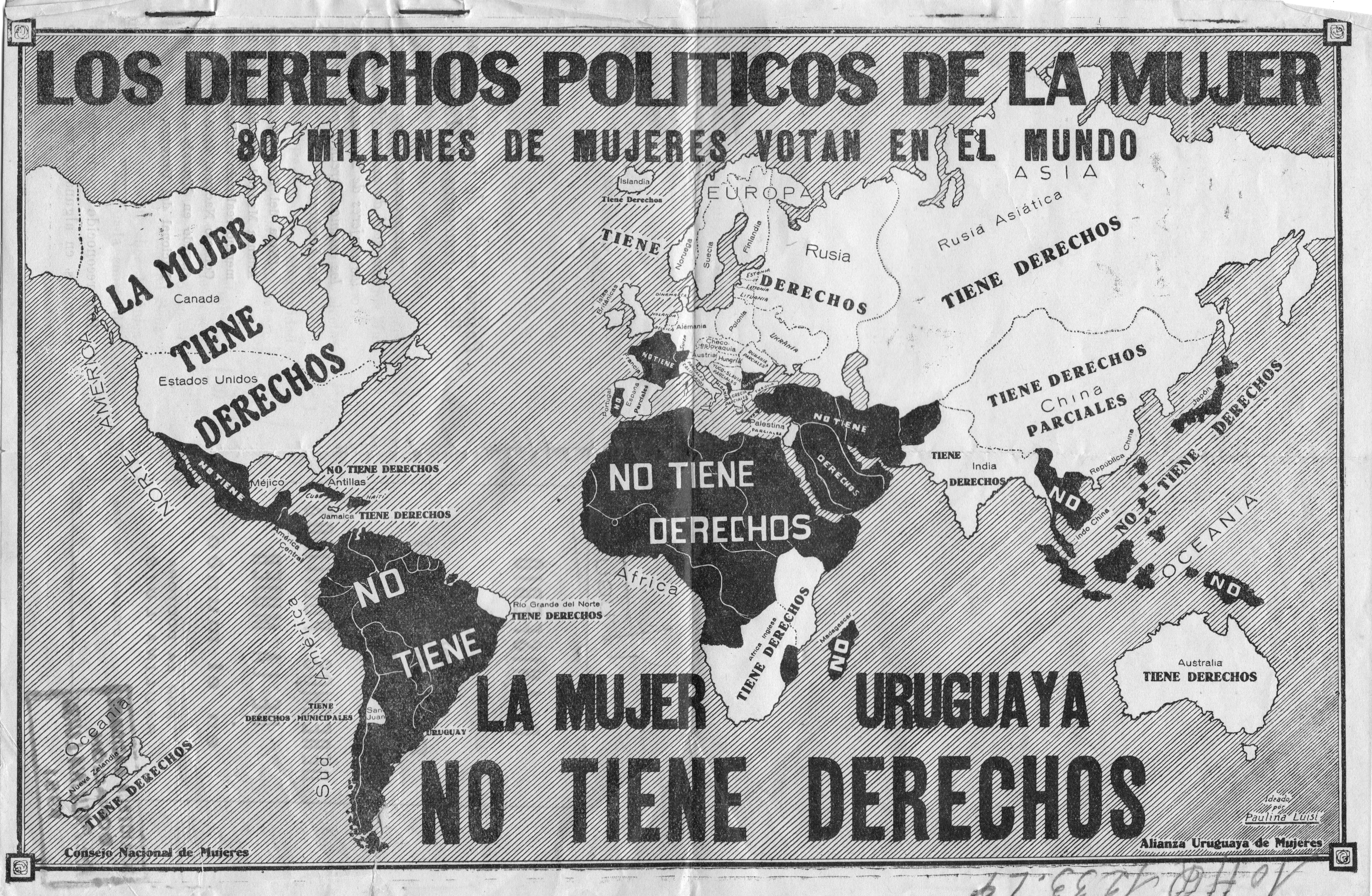
Paulina Luisi - 1929 - Planisferio

Kvinnlig rösträtt innebär att kvinnor enligt lag tillåts rösta vid myndig ålder. Kvinnlig rösträtt har införts vid vitt skilda tidpunkter världen över: Nya Zeeland införde reformen 1893, och Saudiarabien 2015. 
I vissa fall har rösträtt införts efter en lång period av aktivism, som i Storbritannien och USA, och i andra fall har den införts snabbt i samband med till exempel nationens självständighetsförklaring, som i Polen. Kvinnlig rösträtt har ibland införts och sedan avskaffats för att sedan införas igen, som i Sverige, där vissa kvinnor fick rösta redan under 1700-talet. Andra gånger har olika kategorier kvinnor getts rösträtt medan andra inte har fått sin förrän långt senare, så som i Sydafrika, där vita kvinnor fick rösta långt före svarta. Det har också varit vanligt att lokal rösträtt införts före den nationella.

## Allmänt
Kvinnors rösträtt togs för första gången upp under franska revolutionen, och blev en av frågorna när kvinnorörelsen organiserades under den första vågens feminism på 1800-talet.
Parallellt uppkom även Anti-suffragism, en rörelse mot reformen med både manliga och kvinnliga anhängare, som även de bildade organisationer, så som Women's National Anti-Suffrage League i Storbritannien, Anti-Franchise League i Australien och National Association Opposed to Women's Suffrage i USA. 
Under 1800-talet var kampanjen för rösträtt länge endast nationell, men vid sekelskiftet 1900 började även en internationell kampanj. 
Sedan International Woman Suffrage Alliance bildades 1904, samarbetade olika länders rösträttsföreningar internationellt för kvinnors rösträtt. De organiserade sedan regelbundet internationella kongresser i frågan med representanter från olika länders rösträttsföreningar. 
Efter första världskriget arrangerades rösträttskongressen Inter-Allied Women's Conference i anslutning till fredskonferensen i Paris. Det var första gången kvinnor medverkade officiellt med en internationell politisk myndighet. Kvinnor fick rätten att verka inom Nationernas förbund, och efter krigsslutet 1918 genomfördes reformen om rösträtten i runt hälften av länderna i Europa. 
Efter andra världskriget genomfördes kvinnlig rösträtt i resten av Europas länder. Kvinnors rösträtt inkluderades i Konventionen om kvinnors politiska rättigheter, som antogs av FN 1952.

## Afrika
Största delen av Afrika hamnade under europeiska kolonialmakters styre under 1800-talet och, med särskild intensitet, kring sekelskiftet 1900. Efter hand infördes parlamentariska politiska system av kolonialmakterna, och i de självständiga länder som uppstod efter andra världskriget hade kvinnor ofta rösträtt från början. 
Reformen infördes sällan som ett resultat av inhemsk aktivism utan istället ofta av kolonialmakten i samband med att den införts i moderlandet (som var fallet med franska kolonier) eller i samband med avkoloniseringen, då moderlandet vid denna tidpunkt kommit att uppfatta kvinnlig rösträtt som en given sak i allmänt accepterad internationell standard. Detta var fallet i de brittiska kolonierna Ghana 1954, Mauritius och Tanzania 1958 och Gambia 1960, och portugisiska Moçambique 1975. 
Kvinnors rösträtt i Afrika infördes först i Sydafrika 1930, och sist i Namibia 1989.

### Liberia
Liberia införde rösträtt för kvinnor år 1946. Det var en av de första länderna i Afrika som införde reformen. 
I Liberia förekom en organiserad kvinnorörelse med aktivism i frågan. 1920 grundades National Liberian Women's Social and Political Movement, som utan framgång drev en kampanj för rösträtt. Den följdes från 1931 av Liberia Women's League, och 1946 av Liberian Women's Social and Political Movement, som framgångsrikt genomdrev kvinnors rätt att sitta i jury och bli valbara till politiska ämbeten. 
Villkorlig kvinnlig rösträtt infördes för den privilegierade libero-amerikanska minoriteten 1946, och allmän rösträtt för kvinnor 1951.

### Etiopien
Etiopien införde rösträtt för kvinnor år 1955.
Reformen infördes inte som resultat av aktivism utan i samband med den nya kejserliga konstitutionen 4 november 1955, där allmän rösträtt för vuxna personer ingick.

### Kenya
Kenya införde rösträtt för kvinnor år 1963.
Britterna införde begränsad rösträtt och valbarhet för både män och kvinnor till Kenya Legislative Council i den brittiska kolonin Kenya 1920. Kenya var dock inte ett självständighet land och parlamentet inte ett nationellt sådant.
När det koloniala parlamentet upplöstes och ett nytt parlamentariskt system och konstitution infördes i Kenya i samband med avkoloniseringen och självständigheten 1963, inkluderades kvinnors befintliga rösträtt i den nya nationens konstitution.

### Kongo
Kongo införde rösträtt för kvinnor år 1967.
Kongo blev självständigt från Belgien 1960. Genom ordonnance-loi (Decree-law) om Referendum Act N°67-223 of 3 May 1967 tillerkände könsneutralt alla (vuxna) kongolesiska medborgare rätten att rösta i Constitutional referendum. Denna följdes av lagen om president- och parlamentsval 17 april 1970 som formellt bekräftade att både män och kvinnor hade rätt att rösta.

### Namibia
Namibia införde rösträtt för kvinnor år 1989. 
Namibia var först en koloni och stod därmed länge under förvaltning och hade inget självständigt politiskt system. 
Reformen inkluderades i den nya konstitutionen 1989 inför landets kommande självständighet 1990. Det ingick vid denna tid i en självklar och internationellt accepterad demokratisk grundstandard.

### Sierra Leone
I nuvarande Sierra Leone grundades 1787 Freetown av befriade afroamerikanska slavar från Nova Scotia, där alla överhuvud för ett hushåll i staden hade rösträtt i det val som hölls i staden 1792. Det var unikt för Afrika men kolonin Freetown bestod just då enbart av staden. 
I staten Sierra Leone infördes rösträtt för kvinnor 1930.

### Somalia
Årtalet för kvinnors rätt att rösta i Somalia är omtvistat. Det traditionella årtalet är 1956. kvinnor röstade i södra Somalia 1958. Somalia blev dock fritt först 1960, varpå norra brittiska Somalia och södra italienska Somalia förenades. 
År 1952 bildades Somali Women’s Association inom Somali Youth League (SYL) av Raha Ayaanle Guled och Halima Godan som Somalias första kvinnoorganisation, verksam inom självständighetsrörelsen och specifikt för att dess "systrar" skulle kunna föra fram sina frågor på agendan inom självständighetsrörelsen, och i maj 1959 accepterades den första kvinnan Raha Ayaanle Guled inom Central Committee för SYL-rörelsen.
Det allmänna första valet i södra (Italienska) Somalia hölls för lokalfullmäktige 1954; i februari 1956 hölls det första allmänna demokratiska nationalvalet; men kvinnor fick dock inte rösta förrän i oktober 1958, i det första lokalvalet övervakat av somaliska myndigheter. Kvinnor i Italienska Somalia fick formellt rösträtt 1956 men fick inte använda rösträtten förrän 1958, medan kvinnor i norra Somalia (brittiska Somaliland) röstade för första gången 1961.

### Sydafrika
Sydafrika var det första landet i Afrika som införde reformen, men inte den första som införde allmän rösträtt för kvinnor, eftersom den länge var reserverad för icke svarta kvinnor. 
Frågan lyftes först av nykteriströrelsen i slutet av 1800-talet, och organiserades i början av 1900-talet. Den ledande rösträttsföreningen var Women’s Enfranchisement Association of the Union (WEAU), som grundades 1911. Kvinnor fick rösträtt 1930 på villkor att de accepterade att den endast skulle gälla vita kvinnor, vilket de gjorde.
Rösträtt för kvinnor infördes i Sydafrika i flera stadier. Den tillerkändes vita kvinnor år 1930, och tillämpades första gången i valet 1933. Asiatiska och färgade kvinnor fick rösträtt år 1983. Allmän rösträtt för kvinnor och män infördes 1994.

## Amerika
Både USA och Kanada har haft en liknande utveckling i frågan som Europa, och införandet av rösträtt för kvinnor föregicks där av ett långvarigt agiterande. En liknande utveckling ägde rum i Latinamerika och Västindien, där reformen dock ofta bar frukt först efter andra världskriget. Det första land som införde rösträtt för kvinnor var Kanada 1917, och det sista var Paraguay 1961. 
Kolonierna fick ibland rösträtt samtidigt som den infördes i moderlandet: detta var fallet i de franska kolonierna Martinique, Guadeloupe och Franska Guyana, som automatiskt fick kvinnlig rösträtt när de blev franska department 1946, eftersom Frankrike då redan hade fått det. Detta var dock ingen självklarhet: i flera brittiska kolonier fanns ett rösträttssystem separat från moderlandet, och datumet för denna reform i kolonierna skiftade därför mellan 1919 (Jamaica) och 1961 (Bahamas).
Det fanns en organiserad aktivism för kvinnlig rösträtt i vissa av stater, som Jamaica och Bermuda, men på andra infördes reformen helt enkelt bara av britterna då de förberedde kolonin inför självständighet, eftersom kvinnlig rösträtt vid det laget hade kommit att bli en allmänt internationellt accepterad demokratisk grundstandard: exempel på detta är Antigua och Barbuda, Dominica, Grenada, Saint Kitts och Nevis, Saint Lucia och Saint Vincent och Grenadinerna, där reformen i samtliga fall infördes av britterna 1951.

### Antigua
Reformen infördes i när allmän rösträtt infördes av britterna i samband med en rösträttsreform 1951, när kvinnlig rösträtt av britterna helt enkelt hade accepterats som internationell norm.

### Argentina
Argentina införde rösträtt för kvinnor år 1947.
I Argentina fanns det tidigt en stor och välutvecklad, men splittrad kvinnorörelse. Under slutet av 1800-talet organiserade sig arbetarklasskvinnor inom den socialistiska och anarkistiska rörelsen, medan medelklasskvinnor utmärkte sig inom den akademiska världen. Virginia Bolten grundade 1896 den första feministiska tidningen, La Voz de la Mujer. Elvira López blev 1901 den första kvinnliga doktorn och sågs som en förgrundsfigur inom feminismen. 
År 1904 organiserade sig feminismen då Julieta Lanteri, Cecilia Grierson, Sara Justo, Elvira Rawson de Dellepiane och Ernestina och Elvira López grundade Asociación de Mujeres Universitarias Argentinas, som 1910 arrangerade First International Women's Congress (Primer Congreso Femenino Internacional) i Buenos Aires. 1906 bildades även Centro Feminista, följd av Comité Pro Sufragio Femenino, Partido Feminista Nacional, Unión Feminista Nacional och Asociación Pro Derechos de la Mujer. 1920 organiserade kvinnorörelsen en fiktiv valrörelse och val som demonstration under ledning av Alicia Moreau de Justo.
Kvinnorörelsen bedrev en intensiv kampanj, men de upprepade förslagen om kvinnlig rösträtt röstades gång på gång ned i parlamentet. 
I Argentina är den framgångsrika kampen för kvinnors rösträtt associerad med det socialistiska peronistpartiet, som tidigt hade engagerat sig i lika rättigheter och inkluderade flera framträdande feminister, som Cecilia Grierson, Alicia Moreau de Justo and Juana Rouco Buela. Peronistpartiet under Eva Perón lyfte frågan 1946 då hon tackade Argentinas kvinnor för deras stöd för peronisterna och begärde att partiet skulle genomföra reformen bland annat som erkänsla för kvinnors stöd för partiet, och peronistregeringen införde reformen 1947. Eva Perón valdes också till hedersordförande för feministpartiet Partido Peronista Femenino, som bildades 1949 associerad med peronisterna. Kommunisternas kvinnoförbund Unión de Mujeres de la Argentina (UMA) spelade också en viktig roll från 1947. Valet 1951 blev det första valet där kvinnor kunde rösta i Argentina.

### Bahamas
Bahamas fick kvinnlig rösträtt 1961. Bahamas var det sista land i Västindien som fick kvinnlig rösträtt. 
Bahamas var en brittisk koloni fram till 1964. Storbritannien införde kvinnlig rösträtt 1918, men Bahamas inkluderades inte i reformen. 
När Rufus Ingraham förlorade valet på Bahamas 1949 drog hans hustru, affärskvinnan och frimuraren Mary Ingraham, slutsatsen att han hade haft en chans att vinna om kvinnorna hade haft rätt att rösta, och påbörjade en kampanj för kvinnlig rösträtt tillsammans med läraren Mabel Walker, som var frimurare och ordförande för Civil Liberties Committee of the Curfew Elks Lodge. De bildade en förening 1951, Women’s Suffrage Movement (WSM), och Mary Ingraham valdes till dess ordförande; bland dess andra medlemmar fanns Georgianna Symonette och Eugenia Lockhart. De samlade över 500 namn i en namninsamling till stöd för reformen, och en första petition lämnades in till parlamentet, House of Assembly, genom Dr CR Walker 1952.
En andra petition lades fram av Sir Gerald Cash 1958. September 1958 förenades Bahamas kvinnoföreningar under National Women's Council, grundad av Doris Johnson med Erma Grant Smith som ordförande och frun till Sir Dudley Russell som dess vice ordförande, och antog rösträtten som en prioriterad fråga. Samma år fick frågan stöd av Progressive Liberal Party (PLP), och 19 januari 1959 höll Dame Doris Johnson ett uppmärksammat tal till parlamentet till stöd för frågan. 
Frågan fick motstånd från den konservativa och inflytelserika Sir Stafford Sands, men 1960 gav slutligen även hans parti, United Bahamian Party (UBP), reformen sitt stöd med rösterna 63 mot 2. Därmed hade båda ledande politiska partier på Bahamas gett sitt stöd till reformen, och den kunde röstas igenom parlamentet 1961. Janet Bostwick blev den första kvinnan i parlamentet 1977.

### Barbados
Barbados fick kvinnlig rösträtt 1950. 
På Barbados inkluderades frågan om kvinnlig rösträtt i den rösträttsreform som förespråkades av Barbados Labor Party (BLP) under Grantley Adams från dess bildande 1938, då partiet förespråkade införandet av allmän rösträtt för alla vuxna för stabilitetens skull och för att undvika oroligheter, något som var ett vinnande argument och fick reformen genom parlamentet i april 1950.

### Belize
Kvinnlig rösträtt infördes i Belize 1954. Den infördes av den brittiska kolonialmyndigheten när Belize fortfarande var en brittisk koloni med namnet Brittiska Honduras. 
I Belize organiserade sig kvinnorörelsen, arbetarrörelsen och självständighetsrörelsen i början av 1900-talet, och under 1930-talets depression inkluderades kvinnlig rösträtt i de många krav som ställdes på det brittiska styret.
Inom massarbetarorganisation LUA organiserades 1935 en kvinnogrupp, Women's League, som under ordföranden Elfreda Trapp lämnade en petition till guvernör Alan Burns.
Reformen infördes dock inte som resultat av den aktivism som pågick i frågan: aktivisterna blev snarare ignorerade. Istället inkluderades reformen bara i den stora rösträttsreformen 1954, när allmän rösträtt för alla vuxna infördes i Belize 1954 eftersom kvinnlig rösträtt vid denna tidpunkt hade kommit att ses som självklar för britterna och därför bara infördes i varje koloni i samband med rösträttsreformer.

### Bermuda
Kvinnlig rösträtt infördes på Bermuda 1944.
Frågan lyftes först med ett offentligt tal av Gladys Misick Morrell 1918, och Bermuda Woman’s Suffrage Society bildades 1923 med Rose Gosling som ordförande. 
De lämnade petitioner och vägrade betala skatt. Reformen introducerades slutligen 1944. Gladys Misick Morrell blev den första valda kvinna (i ett landstingsparlament) 1946, och Hilda Aitken och Edna Watson de första i parlamentet 1948.

### Bolivia
Kvinnorörelsen i Bolivia organiserade sig och började kräva rösträtt under Atene Femenino från 1920-talet.
Kommunal rösträtt infördes 1947, och nationell rösträtt 1952.

### Brasilien

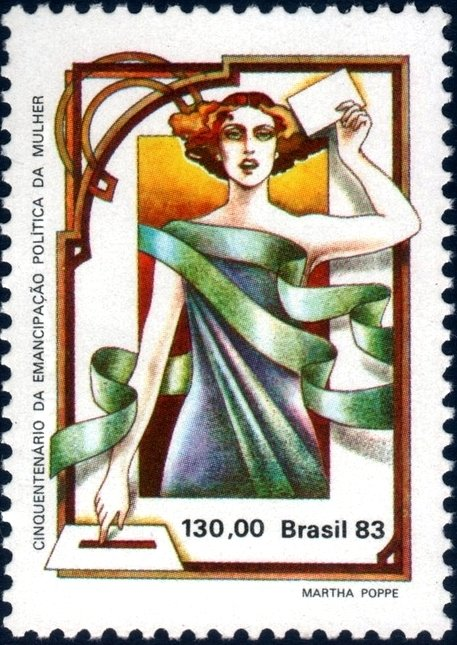
Brasilianskt frimärke - 1983 - Colnect 261579 - Kvinna med valsedel vid en valurna.

1888 blev Brasilien en republik och fick en ny konstitution. Konstitutionen från 1891 uteslöt inte kvinnor från att rösta, eftersom det i väljarnas medvetande inte fanns någon uppfattning om kvinnor som individer med rättigheter. Detta fick många kvinnor att utan framgång ansöka om att rösta. I en reviderad version avskaffades denna åtgärd, eftersom tanken rådde att politik var en ohederlig verksamhet för kvinnor.
En kvinnorörelsen organiserade sig inte för rösträtt för kvinnor förrän 1922, när Bertha Lutz organiserade den första föreningen för att verka för frågan, Federação Brasileira pelo Progresso Feminino (FBPF), för vilken hon själv blev ordförande under hela rösträttskampanjen. 
De engagerade bestod av en minoritet välutbildade yrkeskvinnor ur Brasiliens bildade elit, vilket var anledningen till att den inte uppfattades som särskilt hotfull av den styrande regimen och uppnådde relativt snabb framgång. 
Rio Grande do Norte och Minas Gerais var banbrytande stater i landet för att legalisera kvinnors röstning. Den första registrerade väljaren var Celina Guimarães Viana. Celina åberopade 1927 artikel 17 i vallagen i Rio Grande do Norte, som sade: "I Rio Grande do Norte kan alla medborgare som uppfyller de villkor som krävs enligt lagen rösta och röstas på, utan skillnad på kön." Den 25 november 1927 lämnade hon in en framställning där hon begärde upptagande på väljarlistan. Med tanke på detta gav domaren Israel Ferreira Nunes ett positivt yttrande, inklusive henne i väljarlistan och skickade ett telegram till presidenten för den federala senaten, och bad på de brasilianska kvinnornas vägnar godkännande av projektet som inledde den kvinnliga röstningen.
Den vallag som utarbetades 1933 utvidgade slutligen rösträtten och den politiska representationen till kvinnor; kvinnlig rösträtt infördes 1934, och i den konstituerande församlingen 1934 valdes en kvinnlig representant, den första kvinnliga suppleanten i Brasilien: Carlota Pereira de Queirós.
Brasilien införde rösträtt för kvinnor år 1932; den inkluderades i konstitutionen 1934 och utövades för första gången 1935.

### Chile
År 1875 utnyttjade ett antal överklasskvinnor det faktum att Chiles vallag inte uttryckligen definierade väljaren som en man och röstade i valen. De fick stöd av den konservativa katolska kyrkan, därför att kyrkan uppfattade kvinnor i allmänhet som konservativa katoliker och att deras rösträtt därför skulle utöka antalet konservativa väljare och skydda kyrkans makt, och av precis samma skäl ändrade det anti-kyrkliga liberala partiet vallagen 1884, så kvinnlig rösträtt uttryckligen förbjöds. 
Kvinnorörelsen organiserades sent i Chile, men kvinnoföreningar bildades i början av 1900-talet. 
Rörelsen för frågan började sin verksamhet 1919 och fördes sedan av organisationerna National Council of Women (Chile), Comité Nacional pro Derechos de la Mujer, Pro-Emancipation Movement of Chilean Women och Federación Chilena de Instituciones Femeninas (FECHIF).
Rösträtt för kvinnor i lokalvalen infördes 1931 och gick i verkställighet valet 1934. Rösträtt för kvinnor i nationalvalen infördes år 1949.

### Colombia
En rörelse för frågan verkade aktivt sedan 1930-talet, där dess ledande företrädare var Esmeralda Arboleda, Josefina Valencia och Ofelia Uribe, och organiserad i föreningarna Union Femenina de Colombia (UFC) och Alianza Femenina. Rörelsens företrädare var främst en krets vita elitkvinnor, och deras huvudmotståndare det katolska etablissemanget.
Colombia införde rösträtt för kvinnor år 1954, och tillämpades för första gången 1957. Reformen infördes av Gustavo Rojas Pinilla som en del av ett reformpaket designat för att dämpa den rådande politiska oron och gynna stabiliteten.

### Costa Rica
Utvecklingen av kvinnorörelsen i Costa Rica skilde sig från de flesta andra latinamerikanska länder tack vare landets ovanliga politiska stabilitet. Landets första kvinnoförening, Damerna av Saint Vincent de Paul, grundades 1878 och följdes av flera, som ägnade sig åt välgörenhet, nykterhet, prostitution och feminism. Kampanjer för rösträtt för kvinnor iscensattes under valreformerna 1913, 1913, 1925, 1927 och 1946.
Kvinnors medverkan i motståndet och störtandet av diktatorn Federico Tinoco 1917–1919 gjorde att frågan togs upp i parlamentet. Kvinnorörelsen för rösträtt organiserade sig under Ángela Acuña Braun i Liga Feminista Costarricense 1923, som blev medlem i International League of Iberian and Hispanic-American Women, som mellan 1925 och 1947 drev en ständigt aktiv kampanj.
Rösträtt för kvinnor stöddes främst av en liten klick kvinnliga aktivister snarare än av majoriteten kvinnor, men frågan fick stöd av ledande manliga politiker och intellektuella, och flera kvinnoföreningar. Rösträtt för kvinnor infördes 20 juli 1949.

### Dominica
Kvinnlig rösträtt införds 1951 på Dominica. 
Kvinnor fick en begränsad villkorlig rösträtt 1925. Allmän rösträtt infördes när allmän rösträtt introducerades av britterna i samband med en rösträttsreform 1951, när kvinnlig rösträtt av britterna helt enkelt hade accepterats som internationell norm. Den första kvinnan i parlamentet blev Mabel Moir James 1966.

### Dominikanska republiken
På Dominikanska republiken organiserade sig kvinnorörelsen år 1931 genom bildandet av Acción Feminista Dominicana (AFD) under Abigail Mejia, vars mål var rättslig jämlikhet mellan kvinnor och män, bland dem rätten att rösta. För att uppnå sina mål slöt AFD allians med diktator Rafael Trujillo, som i gengäld gjorde AFD till en propagandaredskap för att framställa sig som en beskyddare av kvinnors rättigheter och skapa stöd bland kvinnor för sin regim. Alliansen mellan feminismen i form av AFD med Trujillo gjorde att ordet "feminist" kom att bli synonymt med ordet "Trujillista" (kvinnlig Trujillo-anhängare). 
Rafael Trujillo var dock i praktiken konservativ och gav endast kvinnorörelsen sitt stöd till ytan, då det uppfattades som god propaganda för att framställa Dominikanska republiken som ett modernt land utåt. Det var inte förrän 1942, efter elva år, som Trujillo slutligen gav kvinnor rösträtt, och de första kvinnorna – Milady Félix de L'Official, Isabel Mayer och Josefa Sánchez de González – valdes in i parlamentet.

### Ecuador
Ecuador blev 1929 det första latinamerikanska land som tillät kvinnor att rösta. 
Kvinnorörelsen i Ecuador var mycket svag, men en blygsam aktivism uppstod vid sekelskiftet 1900 i form av en feministisk press. Zoila Ugarte de Landivar utgav från 1905 tidningen La Mujer, som blev landets första feministiska tidskrift och öppnade en blygsam debatt om kvinnors rättigheter i Ecuador. Representanter från Ecuador deltog i International Feminine Congress i Argentina 1910 och vid Pan-American Conference of Women i Lima 1924, som antog ambitioner om lika rättigheter.
1922 grundades Sociedad Feminista Luz del Pichincha av Zoila Ugarte de Landivar. Den socialistiska kvinnogruppen Rosa Luxembourg Groupe var en av de rörelser som deltog i julirevolutionen 1925.
I Ecuador var kampanjen för kvinnlig rösträtt mer eller mindre ett verk av en enskild person snarare än en rörelse. Pionjären Matilde Hidalgo blev den första kvinnan i Ecuador som fick studera på universitetet, den första kvinna som tog examen, den första kvinna som blev doktor, och hade därmed redan öppnat tillgången till universitetsstudier för kvinnor i Ecuador. Hidalgo gjorde en formell begäran och använde som argument texten i 1897 års konstitution, som inte innehöll könsbegränsningar för att åtnjuta medborgarrätt. Hennes begäran lämnades till statsrådet, 43 som slutligen höll med henne och tillät henne att rösta i valet den 10 maj 1924, 44 vilket gjorde henne till den första kvinnan i Latinamerika som kunde rösta i ett nationellt val. Efter det prejudikat som Matilde Hidalgo skapade angående kvinnlig rösträtt började flera kvinnor från kustregionen delta i valprocesser. I kantonvalet i december 1924 valdes en kvinna till ersättare för Guayaquil. Den offentliga debatt som ägde rum som ett resultat av fallet Matilde Hidalgo ledde till att församlingen 1928, även den med en liberal majoritet, garanterade kvinnors rösträtt, utan att allt tvivel uteslöts. Artikel 13 i 1929 års konstitution fastställde att varje ecuadoriansk "man och kvinna, över 21 år och som kan läsa och skriva" är medborgare med rösträtt. 1933 valdes Matilde Hidalgo och förlossningsläkaren Bertha Valverde till rådmän, efter en ihållande kamp av Alianza Femenina Ecuatoriana, ledd av Nela Martínez och Luz Bueno.

### El Salvador
Villkorlig rösträtt infördes 1939, och allmän rösträtt 1950. 
År 1920 enades Guatemala, El Salvador och Honduras under Centralamerikanska Federationen, vars konstitution godkände villkorlig rösträtt för kvinnor 9 september 1921, men denna kunde inte införas, då den Centralamerikanska Federationen därefter upphörde och dess konstitution därmed inte var giltig.
Kvinnorörelsen i El Salvador började på 1920-talet, då bildade urbana kvinnor och landsbygdens revolutionärer uppmanade kvinnor att engagera sig politiskt för olika politiska grupperingar, och kvinnor deltog 1921–1922 i demonstrationer för att stödja Miguel Tomas Molina, och på 1930-talet formades kvinnokommittér för att delta i Farabundo Martis kamp för demokratisering och avsättandet av diktatorn Maximiliano Hernandez Martinez.  
Kampanjen för kvinnlig rösträtt började då Prudencia Ayala 1930 lanserade sig som presidentkandidat för ett feministparti (Great feminist Salvadoran Party) och lät utge Feminine Redemption och Tecleno Feminine Circle för frågan om kvinnlig rösträtt.
Formellt sett blev El Salvador det första land i Centralamerika som införde kvinnlig rösträtt. Diktatorn Maximiliano Hernandez Martinez bedömde att hans chanser att bli omvald skulle öka om han införde kvinnlig rösträtt, och sammankallade därför en Constintuent Assembly och presenterade förslaget att låta kvinnor rösta. Kvinnlig rösträtt erkändes därför som en rätt ingående i konstitutionen 5 december 1938, men den inordnades inte i lagen, vilket innebar att lagen aldrig trädde i kraft. Villkorlig rösträtt för kvinnor gällde rent formellt från 1939, men villkoren var så höga att upp mot 80 procent av landets kvinnor inte kunde använda den teoretiska rösträtten.
Den villkorade rösträtten ledde till en kampanj för allmän kvinnlig rösträtt under 1940-talet som förenade sig med kampen mot diktatorn Maximiliano Hernandez Martinez och demokratiseringen som följde på hans störtande 1944, och kvinnor deltog i den offentliga debatten och demonstrationer och bildade en mängd föreningar. Tre huvudsakliga föreningar bildades nu för kvinnors rättigheter: Asociación de Mujeres Democráticas de El Salvador (AMD) (Association of Democratic Women of El Salvador) med dess tidning Feminist Tribute under Rosa Amelia Guzman (1944), Frente Democrático Femenino (FDF) (Democratic Feminine Front) med dess tidning Democratic Woman under Matilde Elena Lopez (1945), som båda var tätt sammanbundna med demokratikampen, och Salvadoran Women's League (Liga Femenina Salvadoreña) med dess tidning Heraldo Femenino (Feminine Herald) under Ana Rosa Ochoa (1947), som var den mest utpräglat feministiska föreningen som verkade politiskt obundna för rösträtten. 
Kvinnorörelsen var dock mycket svag i El Salvador, och den slutliga segern i rösträttsfrågan attribueras mer till den vänsterregering som tillträdde efter störtandet av regimen snarare än för den svaga feminismens aktivism. Kvinnlig rösträtt infördes i samband med de demokratiska reformerna efter störtande av diktaturen 1950.

### Grenada
Kvinnlig rösträtt införds 1951 på Grenada. 
Reformen var inte resultat av aktivism från en kvinnorörelse. Storbritannien införde en begränsad rösträtt för en minoritet på 4 procent av befolkningen på den brittiska kolonin Grenada 1921. Under 1940-talet växte de sociala oroligheterna på Grenada och arbetarrörelsen utlöste en generalstrejk under ledning av Grenada United Labour Party 1950. Det ledde till att britterna gick med på en reform av rösträttssystemet och införde allmän rösträtt för alla vuxna personer inför valet 1951. 

### Guatemala
Frågan om rösträtt för kvinnor drevs i Guatemala av arbetarrörelsen.
År 1920 enades Guatemala, El Salvador och Honduras under Centralamerikanska federationen, vars konstitution godkände villkorlig rösträtt för kvinnor 9 september 1921, men denna kunde inte införas, då den Centralamerikanska Federationen därefter upphörde och dess konstitution därmed inte var giltig. Ett flertal kvinnorörelser uppkom efter detta för att återinföra rösträtten, varav två av de mest betydande var Gabriela Mistral Society (1925) och Graciela Quans Guatemalan Feminine Pro-Citizenship Union (1945).
Villkorlig rösträtt för litterata kvinnor infördes av Juan José Arévalos revolutionära regering 1945, och allmän 1965.

### Guyana
Den brittiska kolonialadministrationen införde en begränsad form av rösträtt och valbarhet för en minoritet kvinnor och män i Brittiska Guyana 1945. Det fanns ingen utpräglad organiserad kvinnorörelse i Guyana, endast välgörenhetsföreningar associerad med kyrkorna, fram till att Women’s Political and Economic Organization (WPEO) grundades av Janet Jagan, Winifred Gaskin och Frances Van Stafford.

WPEO organiserade kvinnor från alla klasser och etniska bakgrunder för att verka för bostadsfrågor, mödra- och barnavård, kvinnors rätt att sitta i jury, olika former av diskriminering mot kvinnor, att registrera den lilla minoritet kvinnor som hade rösträtt, och att verka allmän rösträtt och valbarhet för kvinnor. WPEO var den första kvinnoorganisation i Guyana som verkade för kvinnors rättigheter, och höll demonstrationer, offentliga tal och en protestmarsch tillsammans med arbetarrörelsen TUC.

WPEO upplöstes 1948 och aktivismen för kvinnors rösträtt inkluderades sedan i socialistiska People's Progressive Party (PPP) när den formades 1950, och drevs av dess kvinnoförbund Women’s Progressive Organization (WPO), som en del av kampanjen för allmän rösträtt för alla vuxna, tills den slutligen infördes genom Waddington Constitution som infördes före valet 1953.

Efter valet 1953 valdes de första kvinnorna till parlamentet: Jessica Burnham, Jane Phillips-Gay och Janet Jagan. 

### Haiti
Haiti införde rösträtt för kvinnor 4 november 1950.
När den amerikanska ockupationen av Haiti upphörde 1934 och samhället skulle organisera sig på nytt grundades Ligue Feminine d’Action Sociale (LFAS) för att arbeta för rösträtt för kvinnor, ledda av Madeleine Sylvain-Bouchereau och Alice Garoute. De fick stöd av övriga haitiska kvinnoorganisationer och även av internationella organisationer, men mötte hårt motstånd i parlamentet. Gifta kvinnor var bland annat omyndiga till 1944, vilket skapade dåliga förutsättningar för rösträtt. I april 1950 organiserade LFAS en stor demonstration genom att bilda First National Congress of Haitian Women där stödet för deras sak frön övriga föreningar demonstrerades så tydligt att parlamentet uppgav sitt motstånd.

### Honduras
År 1920 enades Guatemala, El Salvador och Honduras under Centralamerikanska federationen, vars konstitution godkände villkorlig rösträtt för kvinnor 9 september 1921, men denna kunde inte införas, då den Centralamerikanska Federationen därefter upphörde och dess konstitution därmed inte var giltig.
Under 1920-talet uppkom en kvinnorörelse vars ledande gestalt var Visitación Padilla, ledare för den största kvinnoföreningen Sociedad Cultural Femenina. Kampen för rösträtten dämpades under Tiburcio Carias diktatur 1933–1948, eftersom kvinnorörelsen prioriterade störtandet av diktaturen snarare än rösträtten, men efter störtandet av diktaturen godkändes införandet av rösträtt för kvinnor 1955, och infördes sedan 1957.

### Jamaica
På Jamaica infördes en mycket begränsad rösträtt för en minoritet manliga skattebetalande egendomsägare 1884; en begränsad minoritet kvinnliga litterära egendomsägande skattebetalare över 30 års ålder fick rösträtt på den brittiska kolonin i maj 1919, sedan motsvarande rösträtt hade införts i Storbritannien året före, men utan valbarhet.
Under första världskriget engagerade sig över- och medelklasskvinnor som Constance Douet, Josephine Westmoreland och Dorothy Trefusis i krigsarbete för imperiet, och bildade föreningar som Jamaica Patriotic Helpers of Montpelliers under A. E. Briscoe och Women's Social Service Club (från 1925 kallad Women's Social Service Association eller WSSA) under Judith DeCordova. Krigsarbetet var framgångsrikt och flera medlemmar tilldelades offentliga medaljer.
När Storbritannien införde kvinnlig rösträtt 1918 lanserade Jamaicas kvinnoföreningar för krigsarbete, främst WSSA, i maj 1918 en kampanj för att införa kvinnlig rösträtt på Jamaica. WSSA bildade en Petition Committee och fick beskydd av governörens hustru. En petition med namninsamling organiserades, liksom två stora massmöten. Den rösträtt man ville få var den rösträtt som redan gällde för män, det vill säga en rösträtt begränsad till en liten minoritet skattebetalare, och motiverades med den prisbelönta roll öns överklasskvinnor hade spelat för krigsansträngningen. 
Kampanjen hade stöd av den brittiska guvernören och drevs av hustrur till öns politiker, och klubbades igenom utan större motstånd 14 maj 1919. Jamaica blev den första ön i Västindien som införde reformen. Ingen kvinna stod som kandidat på Jamaica förrän Mary Morris Knibb, som valdes till lokalparlamentet i Kingston 1939.
Under 1930-talet uppkom en massrörelse för arbetares rättigheter liksom självständighet på Jamaica, när People's National Party (1938) och Jamaica Labor Party (1943) bildades. Oroligheterna aktiverade kvinnorörelsen på Jamaica och breddade den till en massrörelse: svarta arbetarkvinnor engagerade sig nu genom Universal Negro Improvement Association (UNIA), vita kvinnor genom Jamaica Women's League (JWL; 1936) och intellektuella utbildade kvinnor genom Women's Liberal Club (1936), som höll två nationella kvinnokongresser (1939 och 1941). Kvinnliga aktivister på Jamaica som Amy Bailey, Una Marson och Amy Jacques Garvey organiserade sig för att kräva allmän rösträtt för kvinnor med argumenten att de kvinnor uppnått inom utbildning och affärsverksamhet rättfärdigade deras rätt att rösta och verka politiskt.
När oroligheterna resulterade i 1938 Labour Rebellion tillsattes Moyne Commission, som slutligen lade fram ett reformpaket 1944. I november 1944 infördes villkorlig manlig rösträtt grundad på egendom av britterna genom den reformerade konstitutionen, men i december samma år infördes allmän rösträtt och valbarhet för alla vuxna personer, vilket också innefattade kvinnor.

### Kanada

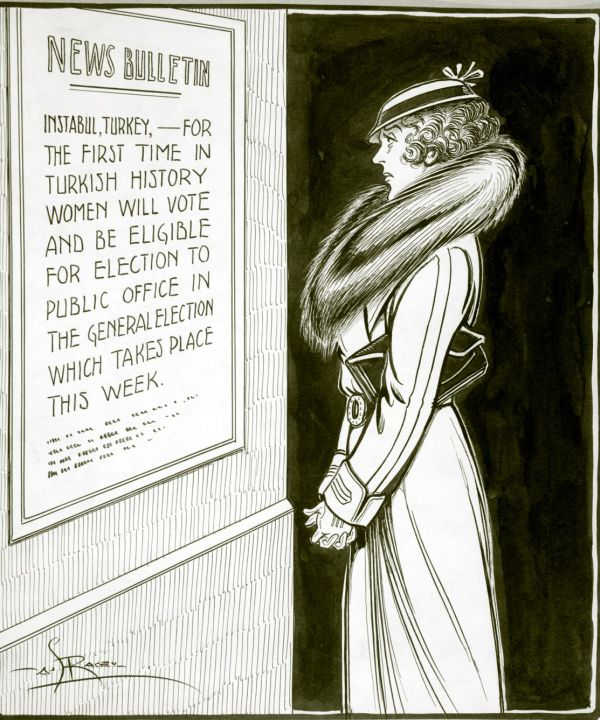
Politisk serieteckning kommenterar kvinnors rätt att rösta i Québec.

Frågan lyftes för första gången 1876 när Emily Stowe grundade The Toronto Woman's Literary Club, som omvandlades till Canadian Women's Suffrage Association 1883, med Jessie Turnbull som en ledande gestalt; Emily Stowe grundade 1889 Dominion Women's Enfranchisement Association (från 1907 kallad Canadian Suffrage Association).
Toronto införde lokal rösträtt för myndiga kvinnor (änkor och ogifta kvinnor) 1882 (från 1884 utan kvalifikationer). Lokal rösträtt infördes av de flesta delstater mellan 1916 (Manitoba) och 1925 (Labrador), men därefter tog det femton år innan det infördes i Quebec 1940.
Genom Wartime Elections Act of 1917 tillerkändes kvinnliga anhöriga till soldater som tjänstgjort i första världskriget (änkor, hustrur, mödrar, systrar och döttrar) rösträtt. År 1918 infördes allmän rösträtt för alla kvinnor som var medborgare över 21 års ålder. Detta exkluderade dock kvinnor ur urbefolkningen, som inte betraktades som medborgare, fram till 1961.

### Kuba
En kvinnorörelse uppkom på Kuba under 1920-talet med bildandet av Club Femenino de Cuba 1917, Union Laborista de Mujeres 1925 och Partido Democrata Sufragista 1927.
År 1923 bildade Club Femenino de Cuba tillsammans med Kubas övriga fem ledande kvinnoorganisationer paraplyorganisationen Federación Nacional de Asociaciones Femeninas. Denna organisation anordnade samma år Kubas första nationella kvinnokongress, Congreso Nacional de Mujeres de Cuba, dit samtliga öns kvinnoföreningar inbjöds. En andra kongress hölls 1925 efter ett löfte om kvinnlig rösträtt från president Gerardo Machado. När han återtog sitt löfte organiserade Club Femenino de Cubas Hortensia Lamar en oppositionsgrupp mot Machado, förenade sig med studenter och arbetare i demonstrationer, och mötte USA:s ambassadör Sumner Welles för att avsätta Machado. President Ramón Grau San Martín införde kvinnlig rösträtt 1934.
Rösträtt för kvinnor infördes 1934.

### Mexiko
Mexiko införde kvinnlig rösträtt år 1953.
1887 bildade Laureana Wright de Kleinhans en förening med tidningsorganet "Violetas de Anáhuac" som krävde jämlikhet mellan könen och rösträtt för kvinnor. 1904 bildades Sociedad Protectora de la Mujer och började utge tidningen "La Mujer Mexicana", och 1910 bildades Club Femenil Antirreeleccionista Hijas de Cuauhtémoc som engagerade sig i oppositionen mot Porfirio Díaz och krävde rösträtt för kvinnor.
Kvinnor spelade en aktiv roll i den mexikanska revolutionen 1910. Efter revolutionen utbröt en intensiv aktivitet för kvinnorörelsen. I januari 1916 hölls Primer Congreso Feminista (första feministiska kongressen) i Mérida i Mexiko för att diskutera kvinnors roll i den nya staten. Den nya mexikanska konstitutionen av år 1917 gjorde kvinnor lagligt myndiga, introducerade lika lön och garanterade sekulär lika utbildning, men kvinnors fick inte helt lika medborgerliga rättigheter: även om konstitutionen inte förbjöd kvinnlig rösträtt, så definierade 1918 års vallag väljaren som man. 1919 bildades Consejo Feminista Mexicano för att verka för kvinnlig rösträtt. 1922 fick kvinnor lokal kommunal rösträtt och valbarhet i delstaten Yucatan, där Liga Feminista Rita Cetina Gutiérrez var verksamt.  Den tilltagande splittringen gjorde dock att kvinnorörelsen blev allt mindre ineffektiv. 
1937 krävde aktivister rösträtt för kvinnor och fullt medborgarskap för kvinnor genom att peka på att 1917 års konstitution var könsneutral. När María del Refugio García ställde upp i 1937 års val och vann med klar marginal, tvingades regeringen medge kvinnor fullt medborgarskap och politisk valbarhet, men rösträtten inkluderas inte.
En av de mest betydande av Mexikos kvinnoorganisationer var Frente Unico Pro Derechos de la Mujer (FUPDM), som 1952 bildade Alianza de Mujeres Mexicanas och erbjöd sitt stöd till presidentkandidaten Adolfo Ruiz Cortines i utbyte mot hans löfte att införa rösträtt för kvinnor om han vann valet. Han gick med på förslaget på villkor att Alianza kunde presentera en namninsamling på 500 000 kvinnors signaturer till stöd. När han vann valet, presenterade Alianza honom namnlistan och Adolfo Ruiz Cortines uppfyllde därefter sitt löfte och införde rösträtt för kvinnor 1953.

### Nicaragua
I Nicaragua stöddes kvinnorörelsens krav på rösträtt tidigt av familjen Somozas liberala parti, som lierade sig med kvinnorörelsen och dess krav för att använda sig av dess stöd under sin diktatur 1936–1979. I enlighet med denna policy lovade Somozas parti att införa rösträtt för kvinnor 1916 och 1944, och grundade en kvinnoavdelning av sitt parti 1936. 
Kvinnorörelsens ledare Josefa Toledo, ledare för Nicaraguas avdelning av Liga Internacional de Mujeres Ibéricas e Hispanoamericanas, begärde 1939 partiets stöd för införandet av rösträtt. Begäran antogs 1950 och infördes 1955, och samma år inkorporerades landets kvinnoföreningar i partiets kvinnoförening, Ala Femenina Liberal, som sedan fick kvinnorörelsens stöd i samtliga fortsatta val och därmed blev en av Somoza-regimens allierade med stöd av Olga Nunez de Saballos, som organiserade landets feminister för partiet.

### Panama
Panama blev en egen stat under USA:s beskydd 1903 och influerades starkt av USA. Kvinnorörelsen började genom grundandet av Federation of Women's Club of the Canal år 1907, som lydde under General Federation of Clubs i New York, vilket gjorde att kvinnorörelsen i Panama influerades direkt av den amerikanska kvinnorörelsen. 1922 grundades Feminist Group Renovation (FGR) av Clara Gonzalez, som året därpå omvandlades till Latinamerikas första kvinnoparti, Feminist National Party, och samma år (1923) även Sociedad Nacional para el Progreso de la Mujer (National Society for the Progress of Women) under Esther Neira de Calvo.
1941 års konstitution godkände lokal rösträtt för litterata kvinnor i Panama och dekret No. 12 av den 2 februari 1945 tillät både män och kvinnor att rösta i valet det året, då de första kvinnorna, Esther Neira de Calvo och Gumersinda Paez, valdes in i parlamentet: kvinnlig rösträtt infördes sedan formellt i 1946 års konstitution, vilket gjorde Panama till det första landet i Centralamerika som införde reformen.

### Paraguay
Paraguay införde rösträtt för kvinnor år 1961. Det var det sista landet i Latinamerika, liksom i hela Amerika, som införde reformen.
Kvinnorörelsen i Paraguay hade en splittrad och osammanhängande historia. På 1890-talet bildade systrarna Adela och Celsa Speratti den första högre skolan för kvinnor. Bland landets första feminister fanns Ramona Ferreira, som utgav den radikala La Voz del Siglo (1902-1904), och Serafina Dávalos, som 1905 grundade landets första yrkesskola för kvinnor, och 1907 blev dess första kvinnliga advokat. Det tog dock lång tid innan Paraguay fick någon organiserad kvinnorörelse, och därmed kunde börja ställa krav på reformer som rösträtten. 
En rad kvinnoföreningar bildades under mellankringstiden, som dock oftast förblev tillfälliga: Nace el Centro Feminista Paraguayo (1920), Nace la Asociación Feminista del Paraguay (1929), Unión Femenina del Paraguay (UFP) (1936–1937), Consejo Nacional de Mujeres (1940), Comisión de Damas Coloradas (1945) och Unión Democrática de Mujeres (1946–1947). 
Paraguays regering undertecknade 1948 den interamerikanska konventionen om beviljande av politiska rättigheter till kvinnor i Bogotá, som erkänner att kvinnor har samma politiska rättigheter som män. Mercedes Sandoval de Hempel grundade år 1951 Liga Paraguaya de los Derechos de la Mujer, och deras krav på rösträtt bifölls 1961 sedan president Alfredo Stroessner såg en sjunkande popularitet för sig bland manliga väljare, och trodde sig kunna öka sitt röstantal genom kvinnliga väljare.

### Peru
Kommunal rösträtt infördes 1932, och nationell rösträtt 1955.
Kvinnorörelsen i Peru organiserade sig när Evolución Femenina bildades 1914 av María Jesús Alvarado Rivera, som 1911 blev den första kvinna som lyfte frågan offentligt. 
Frågan debatterades i parlamentet på allvar 1931-1932, och slutade med kompromissen att ge kvinnor kommunal rösträtt. Kvinnor fick nationell rösträtt av president Manuel A. Odría, 1955, då han ville vinna kvinnors stöd inför 1956 års val.

### Saint Kitts och Nevis
Reformen infördes i när allmän rösträtt infördes av britterna i samband med en rösträttsreform 1951.

### Saint Lucia
St. Lucia införde kvinnlig rösträtt 1924. Det var tidigast i hela Västindien efter Jamaica (1919). 
En begränsad rösträtt infördes får både kvinnor och män på Saint Lucia i samband med att britterna införde ett lokalt parlamentariskt system på ön 1924. Rösträtten gällde en minoritet av skattebetalande egendomsägare, men den var könsneutral och gällde därför även kvinnor. 
Allmän rösträtt för både män och kvinnor infördes av britterna i samband med rösträttsreformen 1951. Samma år blev Marie Grace Augustin den första kvinnan i parlamentet.

### Saint Vincent
Reformen infördes på Saint Vincent och Grenadinerna när allmän rösträtt infördes av britterna i samband med en rösträttsreform 1951.

### Surinam
Surinam fick kvinnlig rösträtt 1948. 
Kvinnlig rösträtt infördes i Nederländerna 1919, men det gällde inte kolonin Surinam, som hade ett separat rösträttssystem, som inte heller hade allmän rösträtt för män. Kvinnor fick en begränsad form av rösträtt och valbarhet i Surinam när den koloniala konstitutionen reformerades 1936. 
Kvinnorörelsen i Surinam kom igång på allvar efter andra världskriget under Damescomité (1946-1955), med medlemmar som Tine Putscher
och Sophie Redmond, som stödde allmän rösträtt för kvinnor. 
Kvinnor fick allmän rösträtt samma år som män fick det, år 1948. Den var dock fortfarande i viss mån begränsad: den gällde till exempel inte kvinnor ur den inhemska urbefolkningen. Allmän rösträtt för kvinnor utan restriktioner infördes 1963.

### Trinidad och Tobago
Trinidad och Tobago införde kvinnlig rösträtt 1946. 
1925 infördes villkorlig rösträtt för både män och kvinnor på Trinidad och Tobago; en minoritet män fick rösta vid 21 års ålder, medan kvinnor som ägde mark eller ett hus fick rösta vid 30 års ålder. Efter en kampanj tilläts kvinnor även bli valbara till städernas råd, och Audrey Jeffers blev 1936 den första kvinna som valdes in i ett lokalt parlament, staden Port of Spains stadsråd.
År 1946 infördes allmän rösträtt och valbarhet för alla över 21 års ålder, både kvinnor och män; Audrey Jeffers blev då den första kvinnan i parlamentet, men hon utsågs av guvernören, och det var inte förrän 1961 den första kvinnan faktiskt blev vald.

### Uruguay
Uruguay införde kvinnlig rösträtt 1932. 
Rösträtt för kvinnor erkändes som princip i 1917 års konstitution, men den implementerades inte i lag förrän 1932. Rösträtten användes första gången 1938. 
Kampanjen för kvinnlig rösträtt fördes av först Consejo Nacional de Mujeres del Uruguay och sedan dess utbrytargrupp Alianza Uruguaya por el Sufragio Femenino bland andra, med Paulina Luisi som en välkänd förgrundsfigur.

### USA
Vid USA:s grundande 1776 införde New Jersey könsneutral rösträtt, även om rösträtten var begränsad på socioekonomiska och etniska grunder, vilket 1807 ersattes med allmän manlig rösträtt.
Frågan om rösträtt för kvinnor togs för första gången upp i Konferensen i Seneca Falls 1848: därefter samlades National Woman's Rights Convention varje år fram till att American Equal Rights Association bildades 1866. När denna prioriterade svarta mäns rösträtt framför kvinnors bildades 1869 National Woman Suffrage Association (NWSA) och American Woman Suffrage Association (AWSA), som båda 1890 uppgick i National American Woman Suffrage Association, som ledde rörelsen tills målet uppnåddes 1920.
Kvinnlig rösträtt infördes i flera delstater innan det infördes på nationell nivå. Wyomingterritoriet införde fullständig rösträtt för alla myndiga 1869, inklusive kvinnor, och har behållit det sedan dess. Republikanen Jeannette Rankin invaldes som första kvinna i den federala kongressen 1917.
På nationell nivå infördes kvinnlig rösträtt 1920, efter beslut från högsta domstolen. Det första presidentvalet i USA där samtliga kvinnor i alla delstater enligt lag tilläts delta var i november 1920. Efter införandet av rösträtten omvandlades rösträttsföreningarna i League of Women Voters, som verkade för genomförandet av kvinnans nya medborgerliga rättigheter i praktiken. 
Rösträtten infördes för alla kvinnor 1920, även svarta kvinnor, men i praktiken kunde svarta kvinnor på grund av de sk Jim Crow-lagarna sällan använda sin rösträtt i Sydstaterna. Det var dock inte för att de var kvinnor utan för att de var svarta: svarta män hade på samma sätt också formellt rösträtt, men kunde i praktiken sällan använda den på grund av rasdiskriminering. Svarta kvinnor fick (på samma villkor som svarta män) i vissa delstater i praktiken vänta på att utöva sin rösträtt till 1965, då Voting Rights Act genomdrevs. 

#### Puerto Rico
Kravet drevs på Puerto Rico av bland annat Liga Femínea Puertorriqueña (Liga Social Sufragista). Rösträtt för kvinnor infördes i USA 1920, och eftersom Puerto Rico var en amerikansk besittning, därför kravet att reformen borde gälla även på Puerto Rico. Milagros Benet de Mewton drev från 1924 en stämning för detta ändamål; 1928 vände hon sig direkt till USA:s kongress, och 1929 infördes villkorlig rösträtt för litterata kvinnor (1936 infördes allmän rösträtt för kvinnor).

### Venezuela
Rörelsen för rösträtt för kvinnor trädde in i ett avgörande skede efter diktatorn Juan Vicente Gómezs död 1935, när Agrupación Cultural Femenina grundades. Den dominerades av bildade medelklasskvinnor.
Venezuela införde rösträtt för kvinnor år 1946, vilken trädde i kraft med den nya konstitutionen 1947.

## Asien
Asien är ett komplicerat kapitel utan enhetlig historia i frågan, då vissa delar var koloniala och andra autonoma. I vissa länder, som Japan, Kina och Indien, förekom en inhemsk rörelse för kvinnlig rösträtt. Generellt infördes kvinnlig rösträtt i Asien under avkoloniseringen efter andra världskriget, då de nya länderna automatiskt fick kvinnlig rösträtt genom självständigheten. Det första landet som införde kvinnlig rösträtt i regionen var Mongoliet 1921.

### Indien
i Indien började rörelsen för rösträtt med grundandet av Women's Indian Association (WIA) år 1917. År 1919 infördes lokala provinsparlament i Indien av britterna, och 1921 infördes villkorlig rösträtt för utbildade kvinnor i Madras och Bengalen. 1925 infördes allmän rösträtt för alla kvinnor i Punjap. Genom Government of India Act 1935 införde britterna separat rösträtt och valbarhet för kvinnor i Indien till särskilda reserverade valkretsar och platser.
Indien införde rösträtt för kvinnor i samband med självständigheten från Storbritannien år 1947. Det hade då tillhört kongresspartiets vallöften sedan 1931.

### Indonesien
Nederländerna införde villkorlig rösträtt till lokalvalen för utbildade män och kvinnor i Nederländska Ostindien 1905. När Nederländska Ostindien år 1918 fick sitt eget parlament, Volksraad, uteslöts kvinnor. Rösträttsrörelsen sköttes av Vereeninging voor Vrouwenkiesrecht (VVV), men engagerade främst nederländska kvinnor. Volksraad fick sin första kvinna som ledamot 1935, men hon valdes inte utan utnämndes av kolonialadministrationen. 1938 fick kvinnor rösträtt till stadens styrelser, och 1941 infördes slutligen allmän rösträtt för kvinnor.
Den nya självständiga nationen Indonesien införde rösträtt för kvinnor år 1945.

### Japan

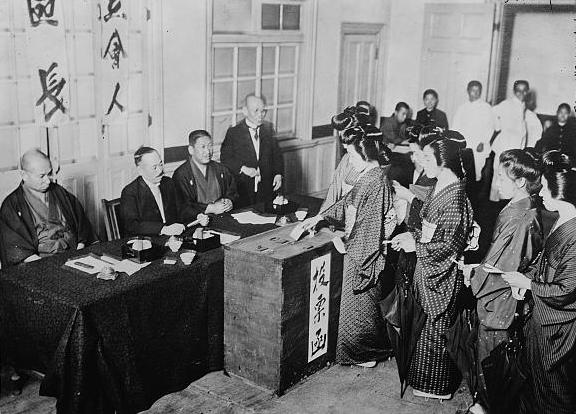
Japanska kvinnor röstar

I Japan uppkom en kvinnorättsrörelse efter Meijirestaurationen 1868. Lokal rösträtt för kvinnor fanns i vissa japanska prefekturer från 1880. 
Från 1905 verkade individer genom petitioner till parlamentet, främst kvinnor ur socialiströrelsen som Fukuda Eiko, om att återkalla Public Order and Police Law, som förbjöd kvinnor att engagera sig politiskt, arrangera och delta i politiska möten. År 1919 grundades Shin-fujin kyokai, av Hiratsuka Raicha och Ichikawa Fusae, som fokuserade på kvinnors rätt att organisera sig politiskt, då det var förbjudet för kvinnor att alls närvara vid politiska möten. I mars 1922 erkändes slutligen kvinnors rätt att arrangera och delta i politiska möten, dock fortfarande inte rösta eller bli medlemmar i politiska partier. 
Japan Women's Christian Temperance Union (WCTU), som hade grundats 1893, bildade 1921 en underavdelning känd som Japan Woman's Suffrage Association med Tsuneko Gauntlett och Kubushiro Ochimi som ordförande.
Japan Woman's Suffrage Association var den förening som 1924 kom att omvandlas till League for the Realisation of Women's Suffrage, som året därpå namnet Women's Suffrage League, Fujin Sanseiken Kakutoku Kisei Domei, sedan Fusen Kakutoku Domei (FKD). 
År 1923 bildade de japanska kvinnoföreningarna gemensamt paraplyorganisationen Tokyo Rengo Fujinkai för att kunna samarbeta med nödhjälp efter jordbävningen i Tokyo 1923, och när rösträtt för infördes 1924 bildade denna fem satellitgrupper som var och en skulle verka för en huvudfråga: samhällsfrågor, politiska rättigheter, utbildning, arbetsfrågor och yrkesfrågor. Den undergrupp som skulle sköta de politiska frågorna, Fujin Sanseiken Kakutoku Kisei Domei, sedan Fusen Kakutoku Domei (FKD) var också den som fick ansvaret för att arbeta för kvinnlig rösträtt, och som kom att bli den mest betydande.
Den utgav sin egen tidning från 1927, inlämnade regelbundet petitioner till parlamentet i frågan och höll tre kongresser med namnet Annual Convention of Women's Suffrage Organizations 1930–1932.
Under 1930-talets fascistera blev det dock omöjligt att verka för kvinnlig rösträtt, då åsikten hos parlamentet, där nationalisterna alltmer tog makten, var att kvinnors stöd för staten i krigstid helt enkelt var reproduktion av soldater, och rörelsen förlorade stödet från nationalisterna då de öppet tog ställning mot fascisterna i sin kongress 1932.
I Japan infördes rösträtt för kvinnor år 1945, då det ingick i landets nya demokratiska konstitution som infördes under den amerikanska ockupationen efter andra världskriget.

### Kina
Den första nationella rörelsen för rösträtt för kvinnor i Kina organiserades när Tang Qunying grundade rösträttsföreningen Nüzi chanzheng tongmenghui för att verka för att rösträtt för kvinnor skulle inkluderas när den nya konstitutionen skulle skrivas efter republikens införande 1911–1912. Tang Qunying fick stöd av president Sun Yat-sen personligen. Den ökande frigörelsen för kvinnor under kejsardömets sista år hade dock resulterat i en växande misogyni bland manliga republikaner, och den nya republikens konstitution uteslöt rösträtt för kvinnor, vilket ledde till en uppmärksammad demonstration av rösträttsrörelsen i det kinesiska parlamentet. Demonstrationen ledde till att Pekingregeringen effektivt utsläckte rösträttsrörelsen genom att förbjuda kvinnor att organisera sig politiskt år 1914.
Under de följande åren fanns inte förutsättningar för en organiserad nationell rösträttsrörelse på grund av den politiska situationen, när Kina splittrades mellan flera regeringar och saknade ett samlat nationellt styre. Däremot förekom lokala rörelser, och flera lokala föreningar grundades från 1919 under ledning av Nujie lianhe hui (UWA), som lyckades genomdriva rösträtt för kvinnor i lokala konstitutioner i Hunan och Guangdong 1921 och i Sichuan 1923, där också kvinnor valdes in i de lokala parlamenten.
År 1928 enades återigen Kina under Kuomintangregeringen i Nanking, som inkluderade jämlikhet mellan könen bland sina samhällsmål. Kuomintang inkluderade rösträtt för kvinnor i sin nya konstitution av år 1936. 1936 års konstitution hann dock inte införas på grund av det sino-japanska kriget, som utbröt följande år, och vann inte laga kraft förrän januari 1947, när kvinnlig rösträtt alltså infördes i Kina. Denna kom sedan att fortsätta gälla även i Taiwan.
I den officiella kinesiska historieskrivningen infördes dock rösträtt för kvinnor först efter det kommunistiska maktövertagandet 1949.

### Mongoliet
I Mongoliet infördes formell jämställdhet för alla medborgare oavsett klass, kön, religion och etnicitet i samband med det kommunistiska maktövertagandet 1921. När den kommunistiska staten grundades år 1924 infördes rösträtt för kvinnor och valbarhet som en del av den nya statens konstitution.

### Sri Lanka
Efter att den brittiska kolonialregeringen kunggjorde att den förberedde arbetet med en ny konstitution på ön 1928 Donoughmare Commission on Constitutional Reform, bildades år 1927 Women's Franchise Union (WFU), som verkade för att kvinnlig rösträtt skulle inkluderas i denna. Den petition om kvinnlig rösträtt som lades fram inkluderades i den konstitution som vann laga kraft 1931.

### Sydkorea
I Sydkorea inkluderades rösträtt för kvinnor i konstitutionen för den nya nationen Sydkorea när den grundades 1948, samtidigt som kvinnor garanterades övriga grundläggande basrättigheter. Rösträtten infördes utan någon föregående aktivism i frågan eftersom den vid denna tid helt enkelt uppfattades som en självklar grundstandard i en parlamentari.

### Thailand
Thailand införde lokal rösträtt för kvinnor 1897. Det gällde då valet av byäldste, där överhuvudet för alla byns hushåll hade rösträtt, vilket uttryckligen inkluderade kvinnliga sådana. Reformen ingick i de moderniseringsreformer kungen införde för att göra landet motståndskraftigt mot kolonialism. Kvinnors rättigheter var allmänt ganska höga i Thailand, där gifta kvinnor redan hade kontroll över sina egna pengar, och man vid samma tidpunkt utan något större motstånd genomdrev skolprojekt för att höja kvinnors bildningsnivå; den största frågan var polygamin, som stöddes av kvinnor därför att hustrur till senare inkomna fruar fick arbeta som tjänare för de tidigare hustrurna.
Nationella rösträtt och valbarhet för kvinnor infördes år 1932. Reformen ingick i det reformpaket som infördes i samband med den nya konstitution som följde på revolutionen 1932, som avskaffade den absoluta monarkin och införde en konstitutionell monarki och ett parlamentariskt system, och en rad reformer till förmån för kvinnor följde på denna. Kvinnlig rösträtt infördes utan någon föregående aktivism i frågan, och det har föreslagits att det var för att det fanns ett behov hos Pridi Bhanomyong att framställa Thailand som ett modernt land för att gynna de diplomatiska förbindelserna med Väst. Rösträtten användes första gången 1933, och de första kvinnorna valdes till parlamentet 1949.

## Europa
Europa har en komplicerad historia i frågan om rösträtt för kvinnor, då vissa kategorier av kvinnor hade villkorlig rösträtt långt innan den blev allmän, och rösträtten i vissa fall infördes för att sedan avskaffas igen. I många länder föregicks reformen av långvarigt arbete, medan andra istället införde den i samband med att de blev självständiga efter första världskriget. Det första landet i Europa som införde en permanent rösträtt för kvinnor i nationella val brukar sägas vara Finland 1906, och det sista var Liechtenstein år 1984.

### Andorra
Furstendömet Andorra införde kvinnlig rösträtt 1970, som tredje sista land i Europa. Landet fick dock inte en demokratisk konstitution förrän 1993.
1969 lämnades 3708 namnunderskrifter in till Andorras råd som begärde rösträtt och valbarhet för kvinnor. I april 1970 infördes rösträtt för kvinnor efter en omröstning med 10 röster för, 8 emot och en nedlagd röst. Däremot röstades valbarhet för kvinnor ned med 12 röster för, 6 emot och en nedlagd röst. Valbarhet för kvinnor infördes först 5 september 1973. Den första kvinnan blev dock inte medlem i parlamentet förrän 1984, och antalet kvinnor i parlamentet var försumbart fram till att parlamentet 2011 uppnådde ett lika stort antal, med fjorton män och kvinnor.

### Albanien
I Albanien tillerkändes en begränsad och villkorlig rösträtt för kvinnor år 1920.
Allmän rösträtt för kvinnor infördes efter det kommunistiska maktövertagandet 1945, när lika rättigheter mellan könen utropades av Union of Albanian Women, och de första sex kvinnorna valdes in i parlamentet.

### Belgien
Kvinnoföreningen organiserades i Belgien av Ligue belge du droit des femmes från 1892, och denna började prioritera frågan om rösträtt 1912.
I Belgien fick vissa kategorier av kvinnor rösträtt i samband med en författningsrevision 1920–1921. Allmän rösträtt för kvinnor infördes 1947.

### Bulgarien
Bulgariska Kvinnounionen bildades för att verka för frågan 1901.
1937 infördes en villkorlig rösträtt utan valbarhet för gifta kvinnor. Allmän rösträtt för kvinnor infördes efter det kommunistiska maktövertagandet 1944.

### Cypern
Britterna införde en lokal rösträtt för män graderad efter egendom 1882. 1906 gav britterna kvinnor rösträtt till education committees (utbildningskomitteerna), som inkluderades av rent tekniska skattemässiga skäl i Education Amendment Law 1906 utan någon som helst föregående aktivism i frågan. Reformen var den första formella feministiska reform på Cypern, men den möttes med likgiltighet av kvinnor och så stort motstånd av män, att britterna drog tillbaka reformen samma år.
Politikern Kyriakos Rossides föreslog i maj 1930 införandet av rösträtt för kvinnor i Legislative Council, med argumentet att kvinnor betalade skatt och därmed borde få rösta, samt att det argument som gällt 1906, dvs att Cypern inte kunde införa rätten när ingen annan hade gjort det, inte längre gällde.  Reformen röstades ned då de flesta manliga politiker påpekade att inte ens män hade allmän rösträtt ännu. Efter ett uppror 1931 infördes ett undantagstillstånd och inga val hölls förrän 1960, och införandet av allmän rösträtt blev därefter associerad med självständighetsrörelsen på ön.
Under 1930-talet började kvinnor för första gången organisera sig politiskt inom de politiska partierna, och bildade kvinnogrupper, först inom partierna CPC och AKEL: den första renodlade feministiska kvinnoföreningen på Cypern anses vara Pancyprian Organization of Democratic Women (PODG), som bildade 1950 inom AKEL, och som först efter att FN:s jämställdhetskonvention CEDAW antogs på Cypern 1985 började uppnå sina krav på lika basrättigheter.
Kvinnor på Cypern fick rösträtt samtidigt som män därför att den inkluderades som en självklar basrättighet enligt allmän demokratisk standard i den nya konstitutionen när landet blev självständigt från Storbritannien 1960, utan föregående aktivism i frågan.

### Danmark

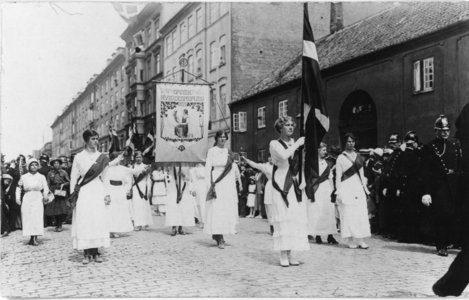
Rösträttståg i Köpenhamn 1915

Dansk Kvindesamfund stödde 1887 Fredrik Bajers förslag om lokal rösträtt för kvinnor, och den första renodlade föreningen för kvinnlig rösträtt var Kvindelig Fremskridtsforening (1886–1904), följd av Kvindevalgretsforeningen (1889–1897), vilka båda år 1890 förenades i De samlede Kvindeforeninger, som arrangerade demonstrationer; denna upplöstes redan 1893, men rörelsen enades återigen under Danske Kvindeforeningers Valgretsforbund som blev en del av International Woman Suffrage Alliance (IWSA). Slutligen bildades år 1907 Landsforbundet for Kvinders Valgret (LKV) av Elna Munch, Johanne Rambusch och Marie Hjelmer, som tillsammans med sin rival organiserade de mindre föreningarna till ett gemensamt mål.
Rösträtt för kvinnor infördes i Danmark 5 juni 1915.

### Estland
Kvinnlig rösträtt infördes i samband med självständigheten 1917.
Efter parlamentarismens införande kunde Tartu Eesti Naesterahva Selts bildas som Estlands första kvinnoorganisation i Tartu år 1907. Dess ledargestalter var Leena Gross, Lilli Muna och Marie Reisik. Föreningen lade fokus på kvinnors rätt till att studera på universitetet och få arbeta i samma yrken och med samma lön som män. Efter ryska revolutionen var det denna förening som höll Estlands första kvinnokongress i maj 1917. Efter detta bildades en rad andra kvinnoföreningar, och kvinnlig rösträtt infördes i samband med självständigheten.

### Finland

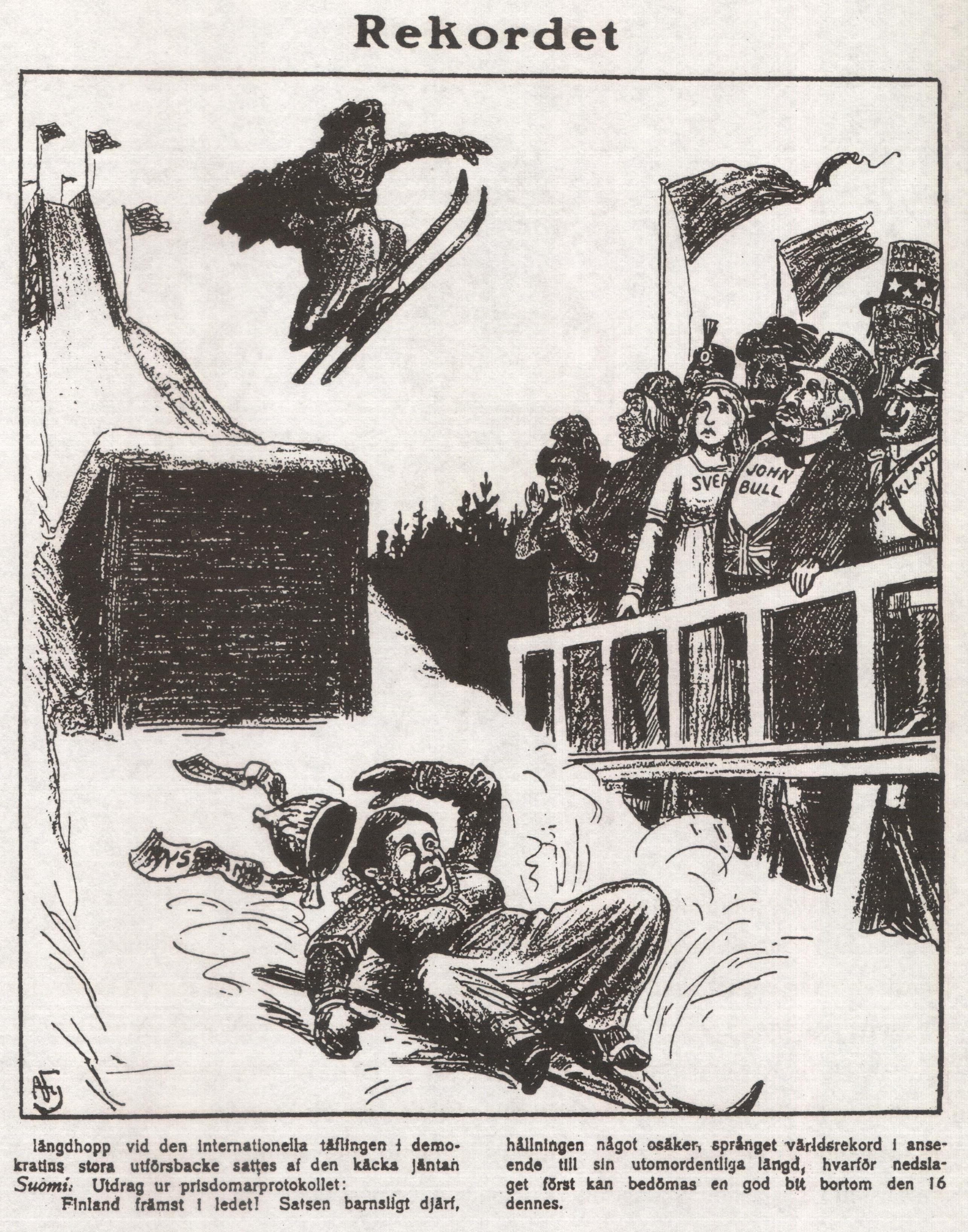
Suffrage world record

Finland införde rösträtt för kvinnor år 1906, som första land i Europa och som tredje i världen. Finland var vid den tidpunkten ett självstyrande storfurstendöme under Tsarryssland. Valbarhet för kvinnor infördes samtidigt. Vid valet till enkammarlantdagen 1907 valdes 19 kvinnor, som de första i världen, in i lantdagen.
Frågan om rösträtt för kvinnor lyftes först fram av Finsk kvinnoförening, som grundades 1884. Den första renodlade rösträttsföreningen var en utbrytargrupp ur denna, Kvinnosaksförbundet Unionen, som bildades 1892.
Ständerna godkände lantdagsordningen och vallagen den 1 juni 1906, och kejsaren stadfäste dessa i 20 juli. Reformen genomfördes förhållandevis snabbt, eftersom man inte ville förlora momentum.

### Frankrike

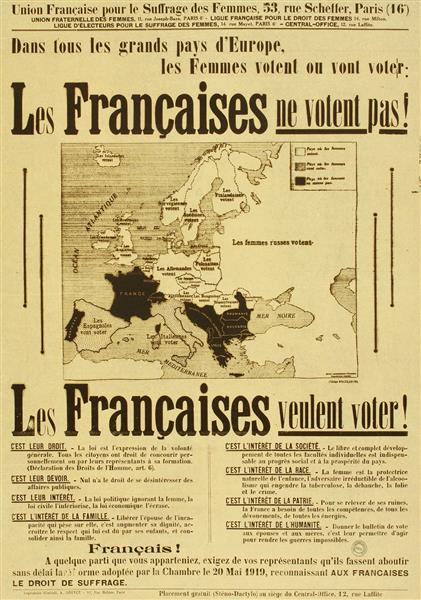
French pro women's suffrage poster 1934

I Frankrike väcktes frågan om rösträtt för kvinnor för första gången under den franska revolutionen. Röster fanns då för att inkluderade kvinnor i det nya politiska demokratiska systemet, främst Nicolas de Condorcet, som utan framgång föreslog att även kvinnor borde få rösträtt till nationalförsamlingen 1789. Denna rättighet inkluderades dock inte i 1791 års konstitution, och i omröstningen om den nationella konventionen i juli 1793 blev rösträtt för kvinnor slutgiltigt avvisad. När kvinnor inte inkluderades i Deklarationen om människans och medborgarens rättigheter, skrevs Deklarationen om kvinnans och medborgarinnans rättigheter av Olympe de Gouges för att påpeka bristen.
Code Napoléon från 1804 blockerade sedan effektivt all legal jämlikhet mellan könen. Kvinnorörelsen och frågan om rösträtt för kvinnor tillhörde offentlig debatt och togs upp av enskilda författare, av den socialistiska rörelsen och av enskilda aktivister som Jeanne Deroin, som 1849 försökte ställa upp i parlamentsvalet. Ingen organiserad kvinnorörelse uppkom dock förrän i slutet av 1800-talet.
År 1870 grundades Association pour le Droit des Femmes av Maria Deraismes och Léon Richer, som stödde rösträtt för kvinnor i teorin men inte förrän kvinnor uppnått en högre bildning, och efter 1882 ersattes den som Frankrikes ledande kvinnoförening av Maria Deraismes utbrytargrupp Ligue Française pour le Droit des Femmes, som aktivt verkade för frågan: den senare föreningen kom att kvarbli som en av Frankrikes två ledande rösträttsföreningar fram till rösträttens införande jämsides med Union française pour le suffrage des femmes (1909–1945). Parallellt drevs från 1876 även en militant rörelse för rösträtten av Société le suffrage des femmes under Hubertine Auclert. Även Conseil national des femmes françaises stödde rösträttsrörelsen från sitt bildande 1901. Under 1930-talet utbröt en mer intensiv aktivism under ledning av Les femmes nouvelles som avbröts av krigsutbrottet.
Den franska regeringen föreslog år 1919 rösträtt för kvinnor inför parlamentet. Förslaget röstades dock ned sex gånger mellan 1919 och 1936.
I Frankrike infördes rösträtt för kvinnor efter befrielsen 1944.

### Georgien
Den första gymnasieskolan för kvinnor i Tbilisi grundades 1865. 
Ekaterine Gabasjvili organiserade kvinnorörelsen genom att 1872 bilda Kalta tsre, ett litteratursällskap för kvinnor med lokalavdelningar över hela landet, som även tog upp kvinnofrågor. 
År 1893 publicerade Barbare Dzjordzjadze ett upprop för kvinnors utbildning i tidningen Kvali, vilket har kallats för den georgiska kvinnorörelsens manifest. Under 1890-talet utbröt sedan en debatt om kvinnors rättigheter i den georgiska pressen. 
År 1897 grundade Gabasjvili den första yrkesskolan för kvinnor, vars elever i flera fall grundade fler yrkesskolor; och Högre kurser för kvinnor i Tbilisi öppnade 1909. Detta öppnade upp högre utbildning för kvinnor i Georgien, och gjorde det vanligare för kvinnor att bli verksamma som yrkeskvinnor och göra sig märkbara i samhället. 
Efter revolutionen 1905 blev det lagligt med politiska föreningar i Ryssland, vilket ledde till att litteratursällskapet Kalta tsre efterträddes av en mängd mindre grupper med mer öppna politiska syften, så som Anastasia Tumanisjvili-Tseretelis “Education” (1908), “Georgian Women’s Charity Organization”, “Commission of Tbilisi Women’s Circle”, “Georgian Women’s Society”, “School for Poor Girls”, “Society of Education”, “Society of Knowledge” och “Georgian Unity of Equality for Women”, som mer öppet adresserade kvinnofrågor och ägnade sig åt aktivism kring dessa.
Kato Mikeladze grundade 1916 den första rösträttsföreningen med tillhörande feministisk tidning, Kalta liga och dess tidningsorgan Chma kartveli kalisa, vilket inledde kampen för politiska rättigheter. Kvinnor fick rösträtt när Georgien blev en fri republik 1918, och fem kvinnor valdes in i parlamentet 1919. 

### Grekland
Kvinnorörelsen i Grekland var svag och en rösträttsförening, Syndesmos gia ta Dikaiomata tis Gynaikas, bildades först 1920 av Avra Theodoropoulou. 
Rösträtt för kvinnor infördes i Grekland lokalt (utan valbarhet) 1929, och nationellt 1952.

### Irland

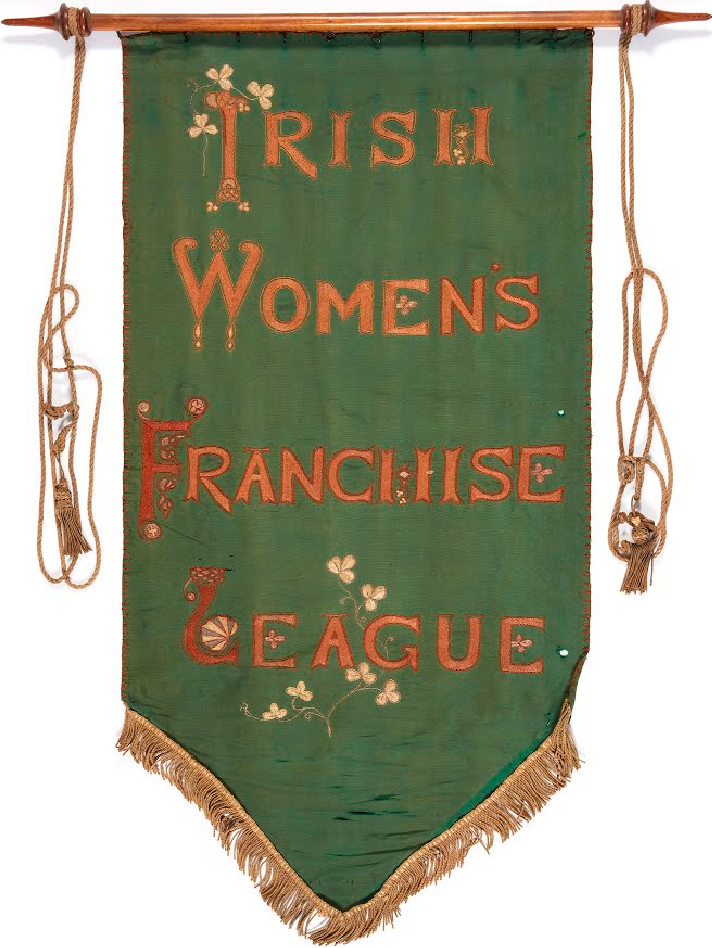
IWFL banner

På Irland grundades Dublin Women's Suffrage Association år 1874 av Anna Haslam, som blev en ledande figur i den irländska rösträttsrörelsen. Vid samma tid grundades även en förening i Nordirland Irish Women's Suffrage Society (1872). En mer militant kamp för rösträtten utövades av Irish Women's Franchise League från 1908.
DSWA följdes av andra rösträttsföreningar, så som Irish Women's Franchise League (1908) och Irish Catholic Women's Suffrage Association (1915), och paraplyorganisationen Irish Women's Suffrage Federation (IWSF), som försökte ena den splittrade irländska rösträttsrörelsen. Samtidigt bildades Irish Women Workers' Union för att verka för kvinnliga arbetares rättigheter. 
Kvinnor fick automatiskt rösträtt på Irland när Storbritannien införde kvinnlig rösträtt 1918, eftersom Irland då fortfarande tillhörde Storbritannien. När Irland blev självständigt under namnet Irländska fristaten garanterades både män och kvinnor 1922 rösträtt och lika medborgerliga basrättigheter i landets nya konstitution i samband med nationens självständighetsförklaring.

### Island
På Island organiserades kvinnorörelsen av Bríet Bjarnhéðinsdóttir då hon år 1907 grundade Kvenréttindafélag Íslands, som verkade för kvinnors rösträtt.
Rösträtt för kvinnor infördes på Island 19 juni 1915 (Island tillhörde då Danmark).

### Italien
Före Italiens enande hade kvinnor rösträtt i vissa av de italienska staterna: i storhertigdömet Toscana och i Veneto röstade kvinnor i lokalvalen, även om de saknade valbarhet. Efter Italiens enande 1860 avskaffades den kvinnliga rösträtten, då det rådde en allmän överenskommelse om att den ny statens definition av röstberättigad "italiensk medborgare" skulle förutsättas vara av manligt kön. Agostino Depretis (som hade lett regeringen sedan 1876) formulerade två nya valreformprojekt på administrativ nivå. Den första, i maj 1880, där han föreslog att utvidga väljarkåren till medborgare av båda könen och vuxna, som hade medborgerliga rättigheter och betalade skatt, togs inte ens i beaktande.
Enligt lagen n. 6972 av den 17 juli 1890 gavs kvinnor möjligheten att rösta och röstas i styrelserna för statliga välgörenhetsinstitutioner, vilket var det första steget mot kvinnlig rösträtt. Kvinnorörelsen tog upp frågan sedan den hade organiserats i Lega promotrice degli interessi femminili 1880, och 1905 bildades rösträttsrörelsen i form av Comitato pro suffragio femminile. 
I Italien var fascistpartiet bland de första att kräva allmän rösträtt oavsett kön. År 1922 närvarade Benito Mussolini vid den italienska rösträttsföreningens sammanträde och lovade att införa kvinnlig rösträtt. Villkorlig rösträtt för "kvalificerade" kvinnor infördes av fascistregeringen 22 november 1925, som eftergift åt rörelsens feministiska aktivister. Genom valreformen av 4 februari 1926, när den lokala makthavaren i fortsättningen utsågs av regeringen och inte genom val, gjordes den lokala rösträtten i praktiken värdelös, liksom även den manliga rösträtten i Italien nationellt, då diktatur infördes samma år.
Full rösträtt infördes sedan republiken utropats 1946.

### Lettland
Liksom i de övriga baltiska staterna, som låg under ryskt styre, kunde inga politiska organisationer bildas i Lettland förrän efter att parlamentarismen infördes i Ryssland 1905. Därför uppkom heller länge ingen organiserad kvinnorörelse. 
Kvinnlig rösträtt infördes i samband med självständigheten 1917.

### Liechtenstein
Sist i Europa med att införa rösträtt för kvinnor på nationell nivå var Liechtenstein, där det infördes 1984.
Fram till 1960-talet hade frågan väckt liten uppmärksamhet i det konservativa katolska landet. Liechtenstein påverkades av den ökande aktivismen i Schweiz, där kvinnlig rösträtt slutligen kom att införas 1971. Trots att både pressen och de två huvudpartierna stödde reformen, resulterade de tre första omröstningarna i ett nej från de manliga väljarna.
Sedan den första folkomröstningen om kvinnlig rösträtt i Liechtenstein 1968 hade slutat i seger för nej-sidan organiserade sig för första gången en rösträttsrörelse i landet i form av Komitée für das Frauenstimmrecht under Bernadette Brunhart, Elfriede Winiger och Melitta Marxer. En andra omröstning hölls 1971, som slutade i seger för nejsidan, och resulterade i bildandet av Arbeitsgruppe für die Frau, som arbetade för jämställdhet. En tredje omröstning hölls 1973, som slutade i seger för nejsidan. Efter denna hölls 1981 en kampanj för kvinnlig rösträtt, Aktion Dornröschen, som 1982 ledde till bildandet av en manlig sympatisörtsgrupp, Männer für das Frauenstimmrecht (MfdF). Kampanjerna ledde till ett stöd för rösträtt bland landets etablissemang. Införandet av kvinnlig rösträtt hade stöd i pressen och de två största politiska partierna. 1984 beslutades därför om en fjärde omröstning i frågan.
Rösträtt på lokal nivå infördes 1976, medan nationell rösträtt infördes efter den knappa segern för jasidan i Folkomröstningen om kvinnlig rösträtt i Liechtenstein 1984.

### Litauen
Litauens första kvinnoförening var Lietuvos moterų susivienijimas, som bildades 1905 för att kampanja för rösträtt och självständighet från Ryssland. Föreningen splittrades efter Litauiska kvinnors första kongress 1907, efter beslutet att en ny paraplyförening för litauiska kvinnor skulle bildas. 
Rösträttsreformen infördes i Litauen efter självständigheten 1919.

### Luxemburg
Det förekom aldrig någon organiserad rösträttsrörelse i Luxemburg eftersom denna reform inkluderades utan debatt i den nya konstitutionen, men kvinnorättsaktivisterna Marguerite Mongenast-Servais och Marguerite Thomas-Clement uttalande sig dock till förmån för reformen offentligt åren 1917–1919.
Rösträtt för kvinnor infördes i Luxemburg 1919. Den inkluderades i den nya demokratiska institutionen.

### Nederländerna
I Nederländerna verkade Vrije Vrouwen Vereeniging under Wilhelmina Drucker för frågan från 1889, följd av den första regelrätta rösträttsföreningen Vereeniging voor Vrouwenkiesrecht (1894–1919) under ledning av Aletta Jacobs och Annette Versluys-Poelman.
I Nederländerna infördes allmän rösträtt för män och valbarhet för kvinnor 1917, och rösträtt för kvinnor 1919, vilket vann laga kraft 1920.

### Malta
När kvinnor i Storbritannien slutligen fick rösträtt 1918 verkade vissa brittiska feminister, främst Eva Hubback, utan framgång för att denna rätt skulle utsträckas även till Malta, som låg under brittiskt styre, men kvinnlig rösträtt inkluderades inte i 1921 års konstitution, när Malta fick självstyre och sitt eget parlamentet. Frågan drevs efter 1921 dels av arbetarrörelsen, och dels av privilegierade kvinnor som Mabel Strickland. Mabel Strickland, assistant secretary of Constitution Party, lämnade 1931 in en petition undertecknad av 428 kvinnor till Royal Commission on Maltese Affairs där hon krävde att rösträtt för kvinnor skulle införas i 1921 års konstitution med hänvisning till att maltesiska kvinnor borde omfattas av den rösträtt för kvinnor som hade införts i andra delar av det brittiska imperiet, men ansökan nekades eftersom inget politiskt parti stödde det och de brittiska myndigheterna inte ansåg att Malta var redo för reformen.  Malta hade vid denna tid begränsad rösträtt även för män, och Strickland krävde rösträtt för kvinnor på samma villkor, det vill säga rösträtt för kvinnliga jordägare.
1944 bildades Women of Malta Association av Josephine Burns de Bono och Hélène Buhagiar (d. 1975) för att verka för att inkludera rösträtt för kvinnor i den nya konstitution som parlamentet då arbetade med, och som skulle införas 1947. Organisationen registrerades som en fackförening för att ge den rätt att närvara och ta upp frågor i parlamentet. Katolska kyrkan och Nationalist Party motsatte sig rösträtt för kvinnor, medan Labor Party och arbetarrörelsen stödde reformen: förespråkarna påpekade att kvinnor borde få rösta när de redan betalade skatt, medan motståndarna ansåg att det skulle vara en börda att lägga på kvinnor som hade hem och familj att ta hand om.  Med 145 röster mot 137 godkändes reformen för både män och kvinnor över 21. Kvinnor var dock fortfarande inte valbara, och Josephine Burns de Bono och Hélène Buhagiar tog genast upp även denna fråga. Efter likartad debatt, med samma parter för och emot, innan även den godkändes. Båda reformer trädde i kraft när de inkluderades i MacMichael Constitution, som infördes 5 september 1947. En samtida politiker kommenterade att segern hade varit omöjlig bara några år tidigare, men att den blivit möjlig på grund av kvinnors deltagande i krigsansträngningen.

### Norge
I Norge stöddes kvinnors rösträtt av Norsk Kvinnesaksforening. En regelrätt rösträttsförening, Kvindestemmeretsforeningen (1885–1913), grundades sedan i Oslo, följd av den första rikstäckande föreningen för rösträtt, Landskvinnestemmerettsforeningen (LSKF), som grundades av Gina Krog, och som organiserade rösträttskampanjen nationellt.
Rösträtt för kvinnor infördes i Norge den 11 juni 1913, allmän kungörelse utfärdades 7 juli..

### Monaco
Monaco införde kvinnlig rösträtt på kommunal nivå 1945 och nationell rösträtt 1962, som fjärde sista land i Europa. 
Den manliga politikern Louis Aureglia (1892–1965) blev i november 1919 den förste att formulera ett förslag om att utvidga den monegaskiska demokratin till kvinnor, men förslaget gick inte igenom. Inte heller startade någon aktivism i frågan. I Monaco stod gifta kvinnor vid denna tid helt under den äkta makens förmynderskap och kunde inte företa sig någonting utan hans tillstånd, men kyrkan i Monaco gjorde dock aldrig något motstånd mot rösträtten.
Kommunal rösträtt och valbarhet infördes 1945 efter ett lagförslag som antogs enhälligt av riksrådet 1944.  Det infördes utan föregående aktivism, troligen som resultat av att rösträtt för kvinnor hade införts i Frankrike 1944.
Inte heller nationell rösträtt, när den infördes 1962, infördes som resultat av något långt kampanjarbete, även om Union of Monegasque Women (UFM; Union des Femmes Monégasques) stödde införandet av nationell kvinnlig rösträtt sedan dess grundande 1958. I samband med att Monaco förberedde ett stort politisk reformpaket under dessa år sågs det snarare som en given sak att rösträtt skulle ingå i detta.
Nationell rösträtt ingick i den nya konstitution som infördes 1962, som garanterade ett parlamentariskt system och civilrättsliga rättigheter, oberoende domstolar och andra grundläggande demokratiska basrättigheter. Rainier III underströk detta framsteg med en enkel mening: "För första gången i vår historia har kvinnor uppnått full politisk jämställdhet med män", sa han under ett tal som hölls i tronsalen den 17 december 1962. Det följande valet 1963 var det första där kvinnor utövade sin rösträtt i ett nationellt val, och Roxane Noat-Notari blev den första (och enda) kvinna som invaldes i parlamentet, men det hela ägnades inte stort intresse i furstendömet.

### Polen

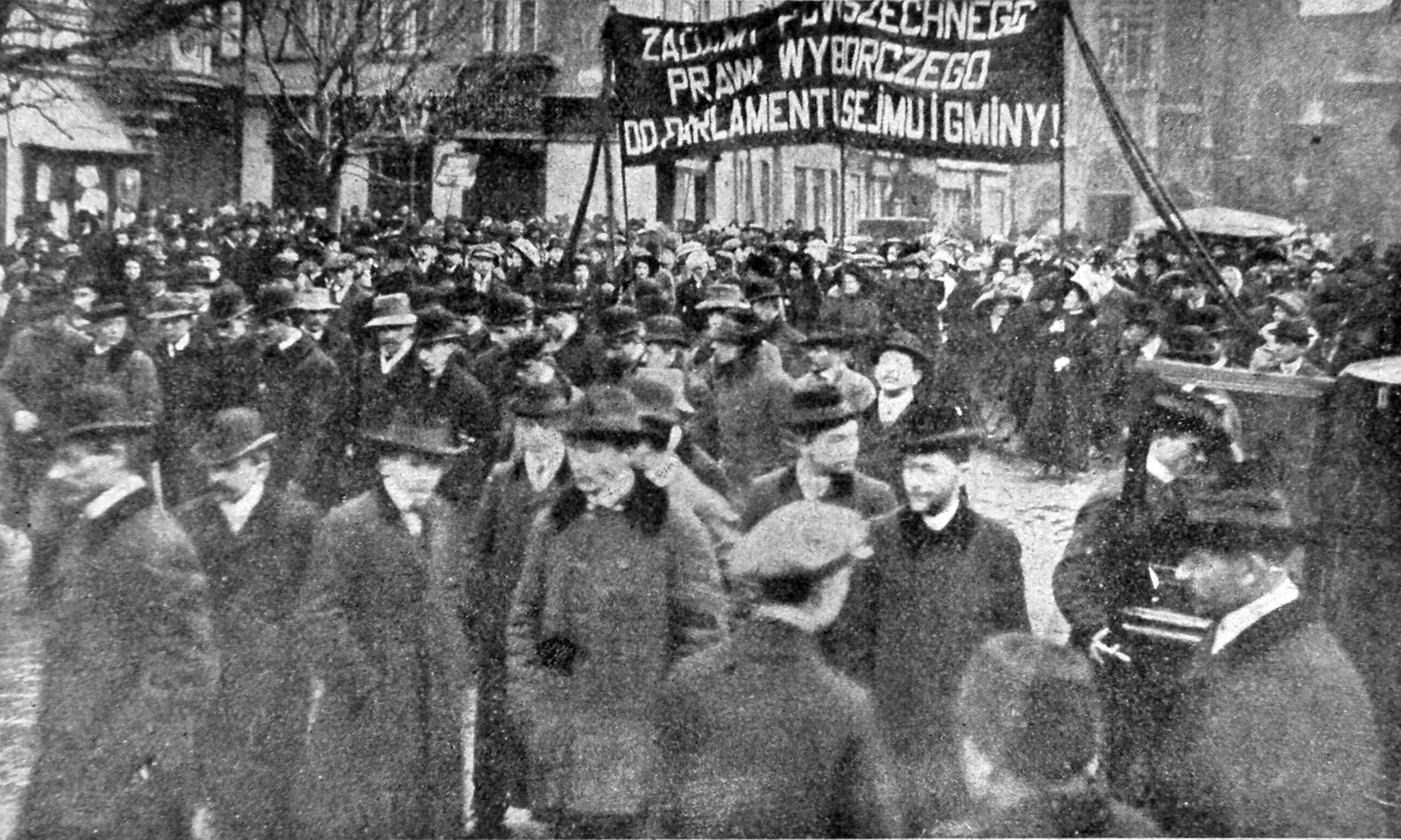
1911 pochód w Dzień Kobiet

Större delen av Polen var sedan 1795 ockuperad av Ryssland, och i Ryssland fick inga politiska organisationer verka förrän 1905, något som fördröjde en organiserad aktivism för rösträtt för både kvinnor och män.
När politiska föreningar blev lagliga i Polen 1905 blev Związek Polski Równouprawnienia Kobiet Polens första officiella kvinnoförening och den första som verkade för kvinnlig rösträtt; denna delades 1907 i Związek Równouprawnienia Kobiet Polskich under Paulina Kuczalska-Reinschmit och Polskie Stowarzyszenie Równouprawnienia Kobiet under Teodora Męczkowska och Izabela Moszczeńska (1907–1914).
1913 grundades Liga Kobiet Polskich av Izabela Moszczeńska i Ryska Polen, som verkade för Polens självständighet och kvinnors rättigheter inom den kommande polska staten, och en motsvarighet grundades i Österrikiska Polen två år senare. Denna polska kvinnorörelse stödde både ett självständighet Polen och kvinnors rättigheter inom denna, vilket gjorde att deras krav togs på allvar av manliga nationalister, då föreningarna under första världskriget 1914–1918 verkade tillsammans för självständighet. 
Rösträtt för kvinnor infördes i Polen i november 1918. Den inkluderades i det nya landets konstitution i samband med Polens självständighetsförklaring.

### Portugal
Carolina Beatriz Ângelo blev år 1911 den första kvinnan som röstade i Portugal genom att utnyttja ett kryphål i rösträttslagen som inte specificerade väljaren som man, ett kryphål som 1913 tätades med ett uttryckligt förbud mot rösträtt för kvinnor. 
1914 bildades därför den första rösträttsföreningen, Conselho Nacional das Mulheres Portuguesas.
Villkorlig rösträtt för utbildade kvinnor infördes i Portugal 1931. Allmän rösträtt för kvinnor infördes efter diktaturens fall 1976.

### Rumänien
Rumäniens kvinnorörelse enades nationellt först under Liga Femeilor Române 1894, vilken följdes av Societatea Ortodoxă Națională a Femeilor Române 1910. Den första renodlande rösträttsföreningen var Liga Drepturile si Datoriile Femeii, som grundades 1911 och anslöts till International Alliance of Women. Dessa tre var landets tre största och dominerande kvinnoföreningar, och de stödde alla tre rösträtt för kvinnor, om än av varierande skäl.
Rumänien införde begränsad lokal rösträtt för en minoritet utbildade kvinnor 1929. År 1939 utsträcktes den villkorliga rösträtten till kvinnor även i nationalvalen, men inga sådana hölls under andra världskriget. År 1946 infördes allmän rösträtt för kvinnor efter det kommunistiska maktövertagandet.

### Ryssland
Före ryska revolutionen 1905 var alla politiska föreningar förbjudna och den första kvinnoföreningen, Liga ravnopravija zjensjtjin, grundades därför inte förrän 1907: den lyfte frågan om rösträtten och lämnade in en petition till duman samma år.
Rösträtt för kvinnor infördes i Ryssland efter ryska revolutionen 1917.

### Schweiz
I Schweiz lyftes frågan tidigt. Schweizerischer Frauenvereine, som grundades 1899, och Schweizerischer Verband für Frauenstimmrecht, som bildades 1909, var de två dominerande av de många rösträttsföreningarna i Schweiz. 
I Schweiz infördes rösträtt för kvinnor från 1959 i en rad kantoner, och på federal nivå genom en folkomröstning i februari 1971. I kantonen Appenzell Innerrhodens Landsgemeinde fick kvinnor inte rösträtt förrän 1990, efter beslut från högsta domstolen.

### Spanien
Rösträtt för kvinnor infördes i Spanien 1931. 
Kvinnorörelsen organiserades under Asociación para la Enseñanza de la Mujer 1870, men ägnade sig åt andra frågor än rösträtten. En viktig aktör för kampanjen för kvinnlig rösträtt i Spanien var Acción Católica de la Mujer, som från 1918 kampanjade för reformen med argumentet att kvinnor i allmänhet var konservativa katoliker och skulle öka högerns röstantal, samtidigt som Lyceum Club Femenino drev opinion för frågan. Den progressiva kvinnoföreningen Asociación Nacional de Mujeres Españolas motsatte sig rösträtten därför att den menade att de flesta spanska kvinnor var konservativa kvinnor som skulle rösta höger och därmed försena framsteg i kvinnors rättigheter. 1931 bildades den radikala vänsterkvinnoföreningen Unión Republicana Femenina, som framgångsrikt drev kampanj. 
Det första valet med kvinnlig rösträtt hölls 1933. Efter 1936 hölls inga demokratiska val i Spanien förrän 1977.

### Storbritannien

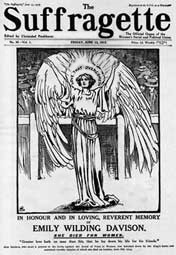
Suffragette,-Emily-Wi

Den första kvinnan som röstade i ett val i Storbritannien var Lily Maxwell 1867. En domstol slog dock fast att kvinnor inte hade rösträtt.
Rörelsen för kvinnors rösträtt började 1867, när den första föreningen för kvinnlig rösträtt bildades, Manchester Society for Women's Suffrage. Den första nationella rösträttsföreningen, National Society for Women's Suffrage, blev dock kortvarig, och splittringen av rörelsen i många små lokala föreningar gjorde att den länge inte kunde uppnå någon större effektivitet. Rörelsen för kvinnors rösträtt i England tog därför inte fart förrän 1897, då Millicent Fawcett bildade National Union of Women's Suffrage Societies, som lyckades ena samtliga av landets då 500 rösträttsföreningar. År 1903 började de mer militanta suffragetternas kampanj genom bildandet av Women's Social and Political Union.
I Storbritannien infördes rösträtt för kvinnor 1918, men den var på lika villkor som männen först från år 1928 då rösträttsåldern för könen blev densamma.

### Sverige

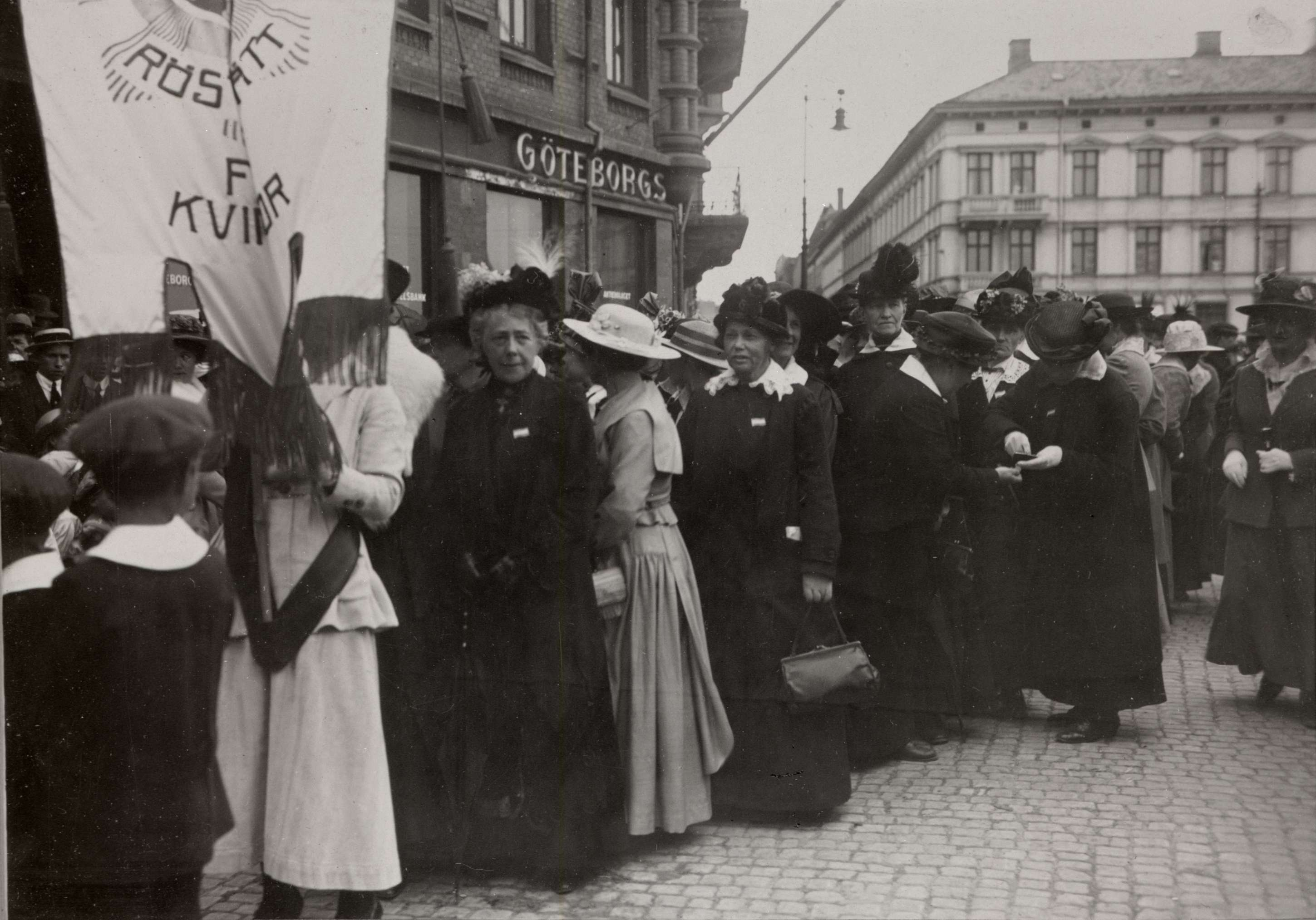
Ett demonstrationståg för kvinnorösträtten i Göteborg i juni 1918.

Sverige kan sägas vara den första självständiga nation i världen som för en tid införde rösträtt för kvinnor på nationell nivå, då kvinnor liksom män hade villkorlig rösträtt under frihetstiden 1718–1772. Denna avskaffades dock 1772. Villkorlig kommunal rösträtt för kvinnor återinfördes 1862.
Ett första förslag om rösträtt för kvinnor i nationalvalen lades fram i riksdagen år 1884. Fredrika Bremer-förbundet lämnade fram sin första ansökan om rösträtt för kvinnor år 1899. Rörelsen för rösträtt för kvinnor påbörjades inte förrän med grundandet av Landsföreningen för kvinnans politiska rösträtt år 1902.
Den 24 maj 1919 beslutade man i Sverige att införa allmän rösträtt för kvinnor, när det gällde val till riksdagens andra kammare i plenum. År 1921 genomfördes det första valet till andra kammaren där kvinnor deltog.

### Tjeckien
Frågan väcktes för första gången i dåvarande Böhmen av Ženský Klub Český, som grundades 1903, och den första renodlade rösträttsföreningen var Výboru pro volební právo žen (1905).
Vid självständigheten från Österrike-Ungern år 1918 inkluderades allmän rösträtt för kvinnor i den demokratiska konstitutionen för den nybildade nationen Tjeckoslovakien, som vann laga kraft 1920.

### Tyskland
Kvinnorörelsen i Tyskland debatterade frågan efter Tysklands enande 1870, men lade länge sitt fokus på andra frågor. Den första föreningen som aktivt verkade för frågan på nationell nivå var Deutscher Verband für Frauenstimmrecht, som grundades 1902 och som blev en av de tre stora föreningarna för rösträtt för kvinnor jämsides med Deutsche Vereinigung für Frauenstimmrecht (1911) och Deutscher Frauenstimmrechtsbund (1913): de första två förenades 1916 och bildade Deutscher Reichsverband für Frauenstimmrecht.
I Tyskland antogs en lag om allmän rösträtt för män och kvinnor i november 1918, i samband med den tyska novemberrevolutionen. Vid det följande valet till Weimarrepublikens konstituerande nationalförsamling 19 januari 1919 var valdeltagandet över 80 % bland röstberättigade kvinnor. När den valda nationalförsamlingen hade sitt första möte i Weimar februari var nästan tio procent av ledamöterna kvinnor.

### Ungern
Vilma Glücklich och Rosika Schwimmer grundade år 1904 föreningen Feministák Egyesülete (FE) för att verka för rösträtt och övrig jämlikhet mellan könen, och som blev Ungerns medlem i International Council of Women.
Villkorlig rösträtt med kvalifikationskrav infördes för både män och kvinnor 1919, där kraven var högre för kvinnor. Allmän rösträtt för kvinnor infördes 1945.

### Österrike
Frågan lyftes från 1893 av Allgemeiner Österreichischer Frauenverein.
18 december 1918 infördes rösträtt för kvinnor över 20 år. Första valet för kvinnor skedde den 2 februari 1919, varefter 8 kvinnor tillträdde det nationella parlamentet den 14 mars 1919. Prostituerade kvinnor fick dock vänta på sin rösträtt till 1920.

## Mellanöstern
Det första landet i Mellanöstern som införde permanent rösträtt för kvinnor i nationella val var Armenien 1917, och det sista var Saudiarabien 2015. I vissa länder infördes rösträtten av kolonialmakten och behölls då länderna blev självständiga, så som i Algeriet. 
I andra länder infördes reformen av staten som en form av statsfeminism när regimen ansåg att tiden var inne, som i fallen Jemen, Tunisien, Saudiarabien, Qatar, Förenade Arabemiraten och Bahrain. 
En rösträttsrörelsen existerade inte i alla länder i Mellanöstern, men förekom i Egypten, Irak, Jordanien, Libanon, Syrien och Turkiet. 

### Algeriet
Rösträtt för kvinnor infördes i Algeriet 1962.
Algeriet var en fransk koloni 1830-1962. När kvinnlig rösträtt infördes i Frankrike 1944 inkluderades franska kvinnor bosatta i Franska Algeriet, men inte muslimska kvinnor, eftersom de inte lydde under fransk lag utan under islamisk familjelag, som de franska myndigheterna gick med på att låta den inhemska befolkningen sköta. 
1947 antog det franska parlamentet en lag som förklarade muslimska kvinnor i Algeriet för medborgare och alltså röstberättigade, men överlät åt det algeriska kolonialförsamlingen att avgöra när denna reform skulle införas. Den algeriska kolonaliförsamlingen diskuterade att införa reformen för bildade muslimska kvinnor 1949, men reformen godkändes inte.
När FN bildade United Nations Commission on the Status of Women 1952 och denna ratificerades av Frankrike 1953, utsattes Frankrike för press att införa denna reform i Algeriet. De franska kolonialmyndigheterna införde slutligen rösträtten för muslimska kvinnor i Algeriet 1958. 

När Algeriet blev självständigt från Frankrike 1962, bekräftades och behölls kvinnlig rösträtt i den nya statens konstitution.

### Afghanistan
I Afghanistan infördes rösträtt för kvinnor 1964.
Det förekom ingen aktivism i frågan. Afghanistan hade inget parlament alls före 1964, då ett parlamentariskt system infördes genom 1964 års konstitution, där kvinnlig rösträtt var inkluderat från början. Konstitutionen infördes av kung Mohammed Zahir Shah och hans premiärminister Mohammed Daoud Khan som ett led av deras reformprogram med syftet att göra Afghanistan till en modern nation, där ett parlament och kvinnlig rösträtt uppfattades som en självklar del enligt västligt exempel.

### Armenien
I Armenien infördes rösträtt för kvinnor 1917.
Provinsen Ryska Armenien i Kejsardömet Ryssland blev självständigt under ryska revolutionen i maj 1918 som Demokratiska republiken Armenien. I praktiken fick kvinnor rösträtt i 20 juli 1917, eftersom Ryssland införde kvinnlig rösträtt då och Armenien då ännu var en del av Ryska riket. Efter självständigheten utropades rösträtt för både män och kvinnor för Armenien i egenskap av självständig nation. Den 21 och 23 juni 1919 ägde det första direkta parlamentsvalet rum under allmän rösträtt i Armenien. Det lagstiftande organet med 80 platser, som var tänkt att upprätta grunderna för den armeniska staten, innehöll tre kvinnliga deputerade: Katarine Zaljan-Manukjan, Pertjuhi Partizpanjan-Barseghjan och Varvare Sahakjan. 
Armenien förlorade sin självständighet och anslöts till Sovjet som Armeniska SSR år 1920 och behöll då kvinnlig rösträtt.

### Azerbajdzjan
I Azerbajdzjan infördes rösträtt för kvinnor 1918. Det är känt som det första muslimska land som införde kvinnlig rösträtt.
I praktiken fick kvinnor i Azerbajdzjan i själva verket rösträtt i 20 juli 1917, eftersom Ryssland införde kvinnlig rösträtt då och Azerbajdzjan då ännu var en del av Ryssland. Den tsarryska provinsen Azerbajdzjan blev självständigt under ryska revolutionen i maj 1918 som Demokratiska republiken Azerbajdzjan. I självständighetsförklaringen för den nya nationen förklarades allmän rösträtt för både män och kvinnor som en av den nya statens principer, och därför brukar detta årtal anges som det år kvinnor fick rösträtt i ett självständigt Azerbajdzjan. Tekniskt sett infördes dock inte reformen förrän med införandet av rösträttslagen för både män och kvinnor 21 juli 1919, eftersom självständighetsdeklarationen inte var en lag utan bara hade lagt fram sina principer.
Azerbajdzjan förlorade sin självständighet och anslöts till Sovjet som Azerbajdzjanska SSR i april 1920 och behöll då kvinnlig rösträtt.

### Egypten
Egypten införde rösträtt för kvinnor 1956.
Egyptian Feminist Union grundades 1924 och drev frågor om kvinnors rättigheter. Från 1948 inleddes den aktiva kampen för rösträtt Doria Shafiq. Den första vågens feminism uppnådde slutligen grundläggande lika basrättigheter när kvinnor slutligen år 1957 fick rösträtt och lika politiska rättigheter.

### Georgien
Georgien införde rösträtt för kvinnor 1918.
Kato Mikeladze grundade 1916 Georgiens första rösträttsförening, Kalta liga, och dess tidningsorgan, Chma kartveli kalisa, vilket inledde kampen för kvinnors politiska rättigheter.
Den ryska provinsen Georgien blev självständigt under ryska revolutionen i maj 1918 som Demokratiska republiken Georgien. I praktiken fick kvinnor i Georgien i själva verket rösträtt i 20 juli 1917, eftersom Ryssland införde kvinnlig rösträtt då och Georgien då ännu var en del av Ryska riket. Men efter självständigheten utropades rösträtt för både män och kvinnor för Georgien i egenskap av självständig nation, och därför räknas införandet från det året. Fem kvinnor valdes in i parlamentet i Georgiens första fria val 1919. 
Georgien förlorade sin självständighet och anslöts till Sovjet som Georgiska SSR i 25 februari 1921 och behöll då kvinnlig rösträtt.

### Irak
Frågan om kvinnors rösträtt lyftes för första gången på 1920-talet. När Iraks första parlament bildades 1924 bad feministen Paulina Hassan, redaktör för kvinnotidningen Layla (1923-1925), ledamöterna att tillåta kvinnor medverka i politiken, och ledamoten Amjad al-Umari lade utan framgång fram förslaget att ändra vallagen för att inkludera kvinnor. 
Under 1930-talet stöddes reformen av Irakiska kommunistpartiet och en del oppositionspartier. Den irakiska monarkin prioriterade utrikespolitik, och ville undvika att stöta sig med religiösa delar av samhället.  
Mellan mars och april 1951 hölls en debatt om att förändra vallagen för att inkludera kvinnors rösträtt. En förändring i vallagen genomfördes 1952, men utan att inkludera kvinnors rösträtt. 
1952 bildades Iraqi Women's League, som drev en kampanj för kvinnlig rösträtt i Irak. 1953 arrangerade organisationen en stor kampanj kallade Kvinnors Rättigheters Vecka med symposium och agiterande i press och radio.   
Det muslimska prästerskapet arrangerade som svar Dygdens Vecka, där de kallade till strejk och agiterade i radio, där de kallade rösträttskvinnor för otacksamma mot Islam, som gett dem rättigheter, genom att kräva rösträtt, som var omöjlig att förena med islam eftersom den krävde att könsegregationen bröts.
Ett genombrott kom under Hashemitiska arabfederationen februari-augusti 1958, då ett beslut slutligen togs om att ändra konstitutionen för att införa kvinnors rösträtt; detta beslut hann dock aldrig genomföras eftersom federationen upplöstes efter att monarkin störtades i Irak i juli samma år.
Monarkin avskaffades 1958, då Baathpartiet kom till makten. Baathpartiets ideologi stödde kvinnors rättigheter av princip, men prioriterade länge kvinnors utbildningsmässiga och yrkesmässiga rättigheter snarare än politiska, och regimen upplevde också fyra ledarbyten under sina första år, vilket gjorde situationen instabil. 
Baathpartiet införde slutligen kvinnlig rösträtt inför valet 1980, då sexton kvinnor valdes till parlamentets 250 platser.

### Iran

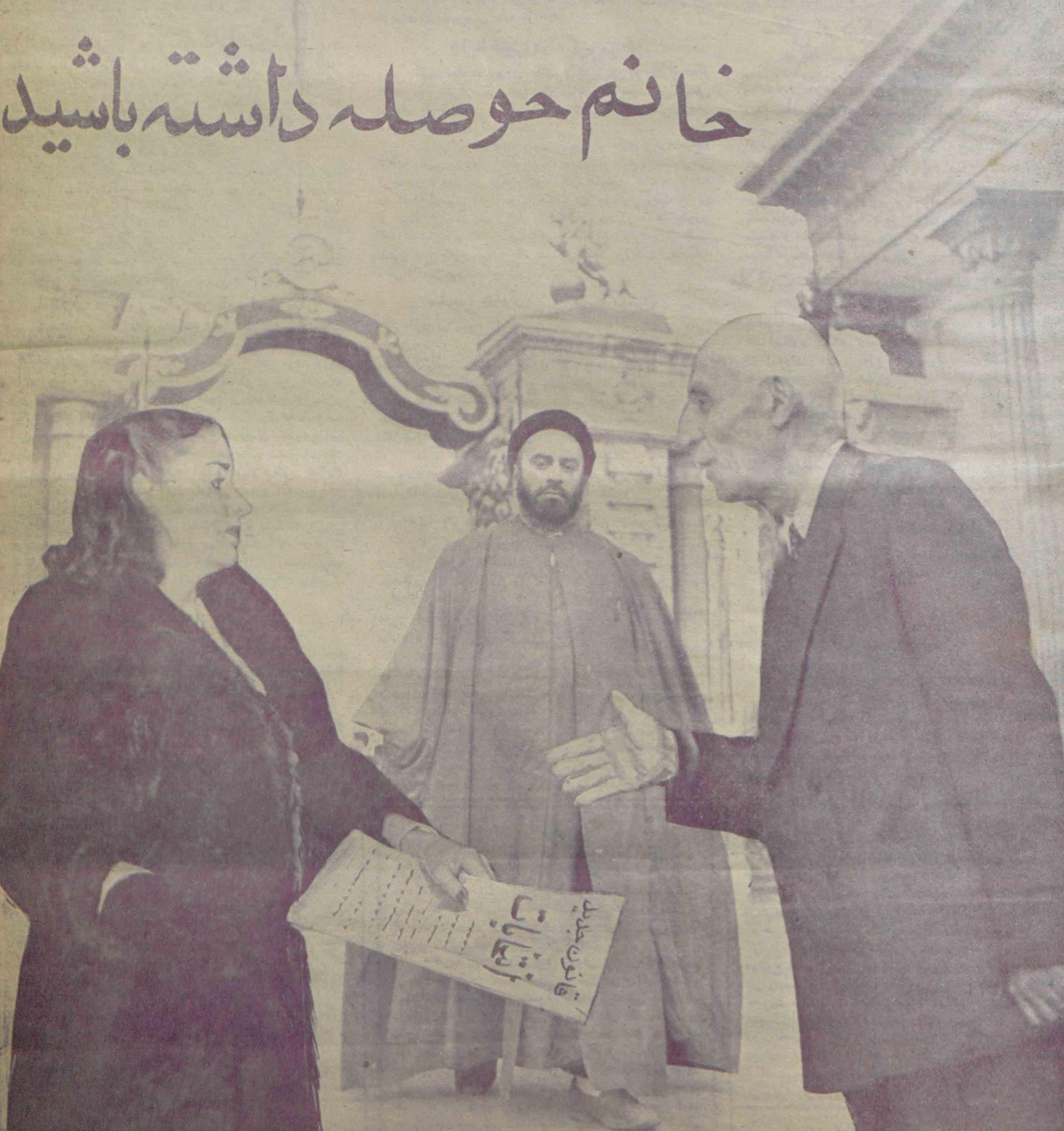
Have patience, madam

I Iran infördes rösträtt för kvinnor 1965. Det ingick i det moderniseringsprogram som utfördes av shahen för att göra Iran till en modern nation, och där kvinnlig frigörelse ingick som en naturlig del.
I Iran uteslöts kvinnlig rösträtt uttryckligen i den konstitution som lades fram efter konstitutionella revolutionen 1906. Efter detta utvecklades en aktiv kvinnorörelse i Iran, som lyfte frågan.
När shah Reza störtades 1941 efter en radikal reform av kvinnors ställning i samhället som bland annat inkluderade avskaffandet av slöjan, Kashf-e hijab, tog kvinnors situation upp i parlamentet. Medan muslimska konservativa som Devotees of Islam (Fedāʾīān-e Eslām; q.v.) krävde återinförandet av slöjtvånget, stödde vänstergrupper och liberaler inom National Front kvinnlig rösträtt. År 1942 grundades Women’s party of Iran (Ḥezb-e zanān-e Īrān), som drev frågan, och när valreformer diskuterades 1944 lade Tudehpartiets kvinnoorganisation Democratic Society of Women (Jāmeʿa-ye demokrāt-e zanān) fram ett förslag om kvinnlig rösträtt i Majlis, som dock blockerades av de religiösa.
En ny kampanj för frågan drevs år 1956 av New Path Society (Jamʿīyat-e rāh-e now) i koalition med Association of Women Lawyers (Anjoman-e zanān-e ḥoqūqdān) och League of Women Supporters of Human Rights (Jamʿīyat-e zanān-e ṭarafdār-e ḥoqūq-e bašar).
Frågan togs därefter upp av shahen, som stödde kvinnlig emancipation som del av sitt moderniseringsprogram. I en folkomröstning i januari 1963 inkluderades ett förslag om kvinnlig rösträtt i ett reformprogram kallat vita revolutionen, där väljarna fick tacka ja eller nej till samtliga punkter i förslaget istället för att ta ställning till förslagen en och en: bland dessa punkter fanns en populär landreform sida vid sida med rösträtt för kvinnor. Reformen gick sedan igenom 1965, när parlamentsvalen hölls och kvinnor valdes in i parlamentet.

### Israel
Union of Hebrew Women for Equal Rights in Erez Israel påbörjade 1920 en kampanj för att kvinnor skulle få rösträtt och lika rättigheter inom den judiska myndigheten i det Brittiska Palestinamandatet. De lyckades med sitt mål 1926, då den judiska myndigheten offentligt förklarade att kvinnor från och med då hade rösträtt och valbarhet till den judiska myndigheten och skulle garanteras lika rättigheter i den framtida judiska staten. Detta löfte uppfylldes när staten Israel grundades 1947, och lika rättigheter fastställdes i 1951 års konstitution.

### Jemen
Kvinnor hade rösträtt i Jemen när Nordjemen och Sydjemen enades 1990, därför att det redan hade införts separat i de båda länderna vid tidigare tidpunkter. 
När Sydjemen blev självständigt 1967 blev det en socialistisk stat som genomdrev kvinnlig rösträtt samma år, 1967, som en del av sin radikalt progressiva politik om kvinnors rättigheter och jämställdhet, som genomfördes av General Union of Yemeni Women.
I det konservativa Nordjemen fanns inga ambitioner för kvinnors rättigheter, men när den andra permanenta konstitutionen infördes 1970 bifölls rösträtt till medborgare utan att definiera dem som män, och den könsneutrala formulering användes av kvinnor för att rösta i nästa val, som hölls 1983. 

### Jordanien
Arab Women's Federation krävde rösträtt för kvinnor, utökade möjlighet för utbildning och yrkesarbete, och en reformering av familjelagen, bland annat genom avskaffande av polygamin och möjlighet även för kvinnor att begära skilsmässa: tack vare denna förening infördes en begränsad rösträtt för utbildade kvinnor 1955, men föreningen fortsatte begära allmän rösträtt för kvinnor.

### Libanon
Lebanese Council of Women drev kampanjen för kvinnlig rösträtt till framgång i Libanon. Den arrangerade The Week of the Women, en turné, där de drev kampanj i olika delar av landet och säkrade stöd från kvinnor och allmänhet. De presenterade sedan sina resultat till förmån för rösträtt för valkandidaterna. Som resultat fick Libanon kvinnlig rösträtt 1953, varav Emily Fares Ibrahim ställde upp i valet och tre kvinnor valdes in i Beiruts kommunfullmäktige.

### Libyen
I kungariket Libyen (1951-1969) efter självständigheten gavs kvinnor i 1951 års konstitution formellt vissa grundläggande rättigheter, då de inte uteslöts från de medborgerliga rättigheter som gavs till alla medborgare i konstitutionen. Kvinnors rättigheter var dock i stort något rent formellt under monarkins tid. 
En kvinnorörelse uppkom startad av en grupp bildade urbana kvinnor som ville göra kvinnor delaktiga i den nya nationen efter självständigheten, och den första kvinnoorganisationen bildades i Benghazi 1955, följd av en i Tripoli 1957. 
År 1963 inkluderades kvinnlig rösträtt i Libyens nya konstitution.

### Marocko
Marocko införde rösträtt för kvinnor 1963.
Kvinnogrupper associerade med de politiska partierna deltog i självständighetskampen mot fransmännen på 1940-talet. När Marocko blev självständigt 1956 fick kvinnor formellt sett samma medborgerliga rättigheter som män; rösträtt och valbarhet infördes i 1962 års konstitution, och trädde i kraft 1963.

### Oman
Kvinnor fick lokal rösträtt till Muscat 1994, lokal rösträtt i hela Oman 1996, och nationell rösträtt 2002, samma år som även alla män över 21 års ålder fick rösträtt, och två kvinnor valdes in i den lokala shuran i Muscat 1994.

### Saudiarabien
I Saudiarabien infördes rösträtt för kvinnor 2015. Det hålls dock inga nationella val, enbart lokalval.

### Syrien
Kvinnlig rösträtt infördes i Syrien 1953.
Mary Ajami lämnade in en petition om kvinnlig rösträtt till Syrian Congress of 1920 under Faisal-regeringen, men denna petition sköts upp och glömdes sedan bort. 
När petitionen diskuterades i den syriska kongressen, sade shejken Abd al-Qadir al-Kaylani att rösträtt för kvinnor var samma sak som att avskaffa könssegregation och tillåta kvinnor att visa sig utan hijab, vilket var otänkbart.
Rösträttsfrågan stöddes av Naziks tidning Nur al-Faya och Mary Ajamis tidning al-Arus, men det fanns ingen organiserad rösträttsförening. De flesta ansåg att kvinnor bevarade sin dygd genom att stanna borta från politiken.
Arab Women's Union in Damascus lämnade in en petition om rösträtt för kvinnor till president Hasmih 1936, och till president Quwatli 1943, liksom till parlamentet.
Adila Bayhum stödde Husni al-Zaim, som lovade henne att införa kvinnlig rösträtt (reformen gick dock inte igenom förrän 1953).

### Tunisien
När Tunisien blev självständigt 1956 i genomfördes ett radikalt reformprogram för att bättra kvinnors ställning i form av president Bourguibas Code of Personal Statue (CSP), som ersatte sharialagstaftningen med en sekulär familjelag 1957. Denna lag höjde äktenskapsåldern, avskaffade arrangerade äktenskap och polygami och införde lika rätt till skilsmässa, och grundades på individuella rättigheter snarare än på familjekollektivet. Tunisien var det första arablandet i Mellanöstern att ha infört en sekulär familjelag, och blev 1957 därmed det mest jämställda landet i Mellanöstern med undantag för Turkiet. Samma år, 1957, infördes också rösträtt för kvinnor.
Bourguiba lät grunda en statlig kvinnoförening genom att upplösa Tunisian Union of Muslim Women (UMFT) och Union of Tunisian Women (UFT) och ersätta den med National Union of Tunisian Women (UNFT, Union Nationale des Femmes Tunisiennes) under Radhia Haddad, vars uppgift var att samordna och representera kvinnors intressen och informera om den sekulära lagen. Vid samma tid började även könssegregeringen brytas upp och kvinnor att röra sig obeslöjade offentligt. Presidenten tog avstånd från slöjan genom att offentligt avlägsna den från en kvinnlig politisk sympatisör offentligt i en ceremoni 1956, och på 1980-talet uppgavs det enbart vara kvinnliga anhängare av den islamistiska rörelsen som bar slöja. 
Därmed var första vågens feminism slutförd i Tunisien.

### Turkiet
Turkiet införde rösträtt för kvinnor lokalt 1930 och nationellt år 1934.
Med införandet av den turkiska republiken 1923 förändrades förutsättningarna för den turkiska kvinnorörelsen, som omorganiserade sig i kvinnopartiet Kadinlar Halk Firkast ('Kvinnors Folkparti'), grundat av Nezihe Muhiddin. Eftersom kvinnor inte hade rösträtt kunde partiet inte registrera sig och omvandlades 1924 av Nezihe Muhiddin till rösträttsföreningen Türk Kadinlar Birligi ('Turkiska Kvinnors Union'), som verkade för rösträtt för kvinnor. Kemal Ataturk genomförde kvinnlig rösträtt som en del av de reformer han använde för att modernisera Turkiet.

## Oceanien
Rösträtt för kvinnor infördes för första gången i Oceanien på Pitcairn 1838, och sist på Samoa 1990.

### Australien

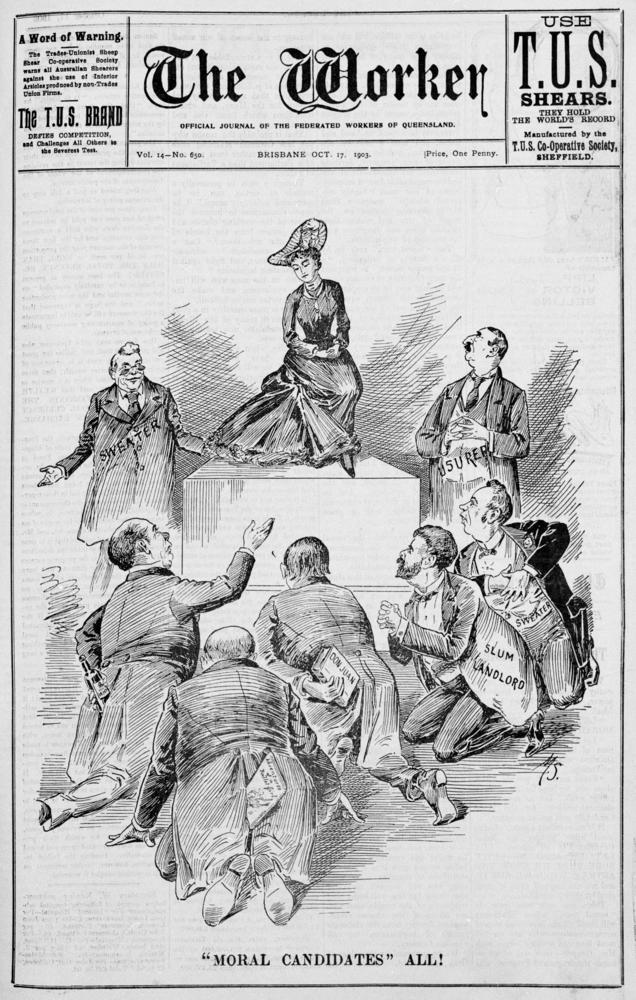
StateLibQld 1 195723 Moral Candidates all^, (suffragette movement in Queensland)

Australien var fram till 1901 indelad i separata kolonier med separata parlament. Historiken för både införandet av kvinnors rösträtt och rörelsen kring kvinnlig rösträtt var därför inte enhetlig utan skilde sig mellan de olika kolonierna.
South Australia var den första delstat som fick kvinnlig rösträtt, men i det fallet skedde det utan någon rörelse kring frågan. Kvinnor i kolonin South Australia fick rösträtt i lokalvalen 1861. Därefter började dock en rörelse för att utöka rösträtten till parlamentsvalen under ledning av bland andra Mary Lee, som grundade Women's Suffrage League 1888. Kvinnor fick rösträtt till parlamentsvalen 1895. Catherine Helen Spence stod som kandidat i delstatsvalet 1897, även om hon inte vann valet.
Rörelsen för kvinnors rösträtt i Australien påbörjades i delstaten Victoria. Kvinnor, i form av Fanny Finch och en till namnet okänd kvinna, hade röstat i delstaten första gången i valet 1856. Det berodde på att kvinnor hade rösträtt av misstag då kön inte specificerats när "skattebetalare" utan könsspecificering tillerkändes rösträtt. Kvinnor röstade därför i valet 1864. Myndigheterna såg därför till att specificera rösträtten för män 1866. Henrietta Dugdale påbörjade därefter rörelsen för kvinnlig rösträtt i Melbourne 1868, och grundade tillsammans med Annie Lowe Victorian Women's Suffrage Society 1884. Victoria införde kvinnlig rösträtt 1908, vilket var den sista delstaten i Australien. Bland dess ledande företrädare fanns Annette Bear-Crawford, Vida Goldstein, Alice Henry och Mary Colton.
I delstaten New South Wales grundades Women's Literary Society av Rose Scott och Mary Windeyer i Sydney 1889, vilket två år senare omvandlades till Womanhood Suffrage League of New South Wales. Woman's Christian Temperance Union i New South Wales var också verksamma för införandet av rösträtt och grundade 1890 Franchise League under Eliza Pottie.
Western Australia införde kvinnlig rösträtt 1899. En av den lokala rörelsens ledande figurer var Edith Cowan, som 1921 blev den första kvinna som invaldes i ett delstatsparlament, både lokalt och i hela Australien.
I Queensland grundades Women's Equal Franchise Association 1894, och Woman's Christian Temperance Movement of Queensland var också verksam i frågan. Bland dess ledande figurer fanns Emma Miller.
Några år före införandet av rösträtten förekom en nationell rörelse. 1889 bildades Australian Women's Suffrage Society för att verka för kvinnlig rösträtt nationellt. Womanhood Suffrage League of New South Wales lämnade 23 mars 1897 in en petition till Australasian Federal Convention om rösträtt i delstaterna New South Wales, Tasmanien, Victoria och Western Australia att införas i konstitutionen.
År 1901 förenades de australiska kolonier i en nation som delstater. Allmän rösträtt och valbarhet för kvinnor infördes nationellt år 1902. I praktiken gällde denna rösträtt endast vita kvinnor, precis som manlig rösträtt endast gällde vita män: Australiens urinvånare aboriginerna fick inte allmän rösträtt förrän 1962. Detta handlade dock inte om kön, utan om rasism, och gällde aboriginska män liksom kvinnor. Efter införandet av rösträtten grundades Australian Federation of Women Voters för att informera om och stödja utövandet av kvinnors nya medborgerliga rättigheter.
I 1903 års val stod Nellie Martel, Mary Moore-Bentley, Vida Goldstein och Selina Siggins som kandidater i valet: ingen vann dock en plats. Den första kvinna som blev politiskt vald blev i Australien blev Edith Cowan, somv aldes in i ett delstatsparlament år 1921; ingen kvinna valdes dock in i Australiens parlament förrän Enid Lyons och Dorothy Tangney 1943, och antalet kvinnor i parlamentet förblev mycket lågt hela 1900-talet ut. Den första kvinnliga ministern var Enid Lyons 1949.

### Nya Zeeland

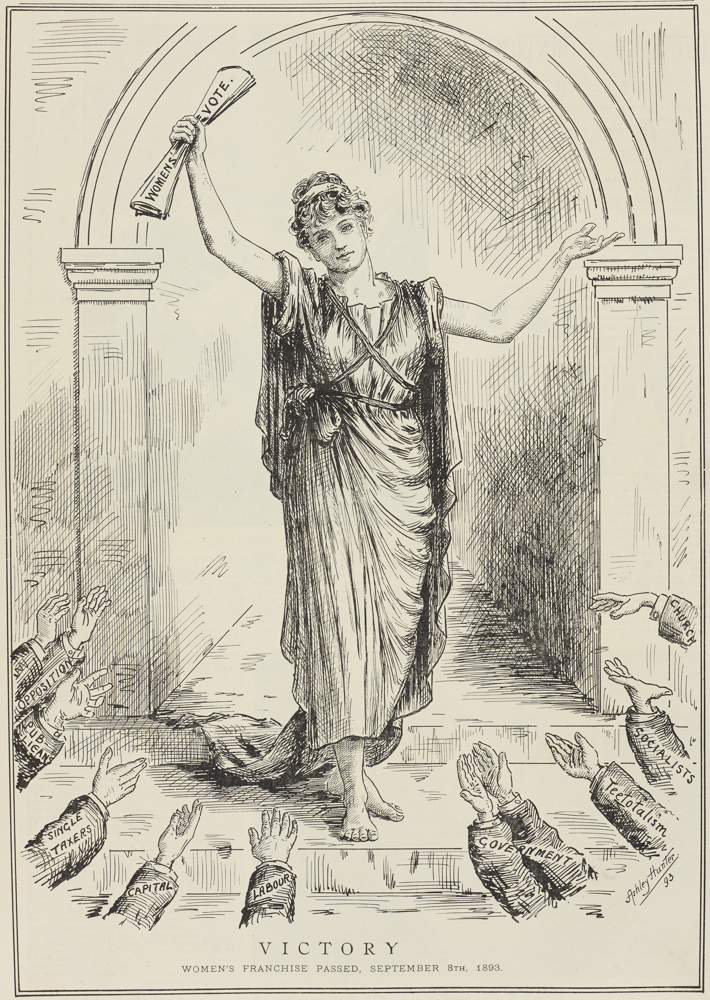
Victory Women's Franchise Passed, September 8th, 1893

Den första självständiga nation i världen som införde rösträtt för kvinnor på nationell nivå brukar traditionellt sett anses vara Nya Zeeland, där denna rätt infördes år 1893. Kvinnor blev dock inte valbara förrän 1919, då Women’s Parliamentary Rights Act antogs.
Rösträttsrörelsen på Nya Zeeland började med Mary Ann Müllers An appeal to the men of New Zealand år 1869, och drevs sedan till stor del av Women's Christian Temperance Union New Zealand (WCTU), vars tongivande medlem var Kate Sheppard. Frågan om kvinnors valbarhet drevs sedan av National Council of Women of New Zealand. Kvinnor blev sedan slutligen valbara år 1919. Den första kvinnan i parlamentet blev  Elizabeth McCombs 1933, och den första kvinnan i regeringen blev Mabel Howard 1947.

### Papua Nya Guinea
På Papua Nya Guinea införde Australien kvinnlig rösträtt 1975 som en del av det reformpaket de lämnade efter sig när de avkoloniserade regionen.

### Pitcairn
År 1838 infördes rösträtt för kvinnor i den brittiska kolonin Pitcairn. Reformen uppges ha lagts till på initiativ av Mauatua.

### Samoa
Samoa (västra Samoa) låg under Tyskland 1900–1920 och under Nya Zeeland 1920–1961. Villkorlig rösträtt och valbarhet infördes 1948: den gällde då personer oavsett kön, och den första kvinnan valdes in i parlamentet 1964. Samoa blev ett självständigt land 1961, men den villkorliga rösträtten behölls. Allmän rösträtt för alla medborgare oavsett kön infördes 1990.

## Kvinnlig rösträttskamp på film
Det har sedan åren kring sekelskiftet 1900 gjorts ett antal filmer som på olika sätt berör ämnet, ett urval:
- Le rêve d'une féministe (1909), stumfilmskomedi producerad av Pathé-Frères.
- The First Woman Jury (1912), noterbar som en av de första filmerna om rörelsen som också skrivits av en suffragett.
- Mothers of Men (1917), med Dorothy Davenport i huvudrollen.
- Woman (1918), en allegorisk film av Maurice Tourneur.
- Spionhotellet (1935), med William Powell och Rosalind Russell.
- Primadonnan (1940), med Alice Faye som Lillian Russell.
- En västerns amazon (1941), med Loretta Young.
- Skandalflickan (1947), med Betty Grable och Dick Haymes.
- Iron Jawed Angels (2004), med Hilary Swank, Anjelica Huston och Frances O'Connor.
- Suffragette (2015), med Carey Mulligan, Helena Bonham Carter och Meryl Streep.

## Galleri

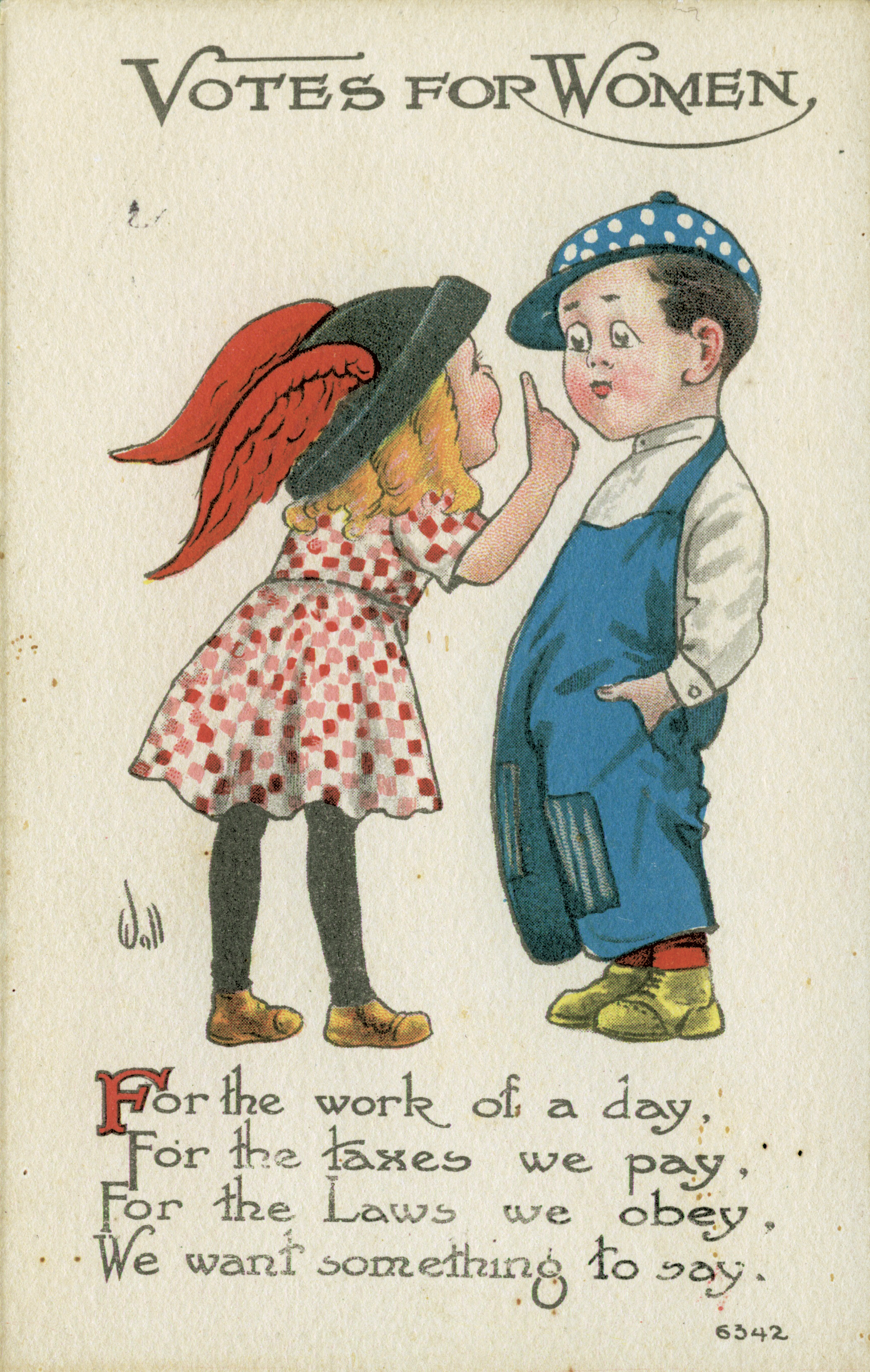
Votes for women
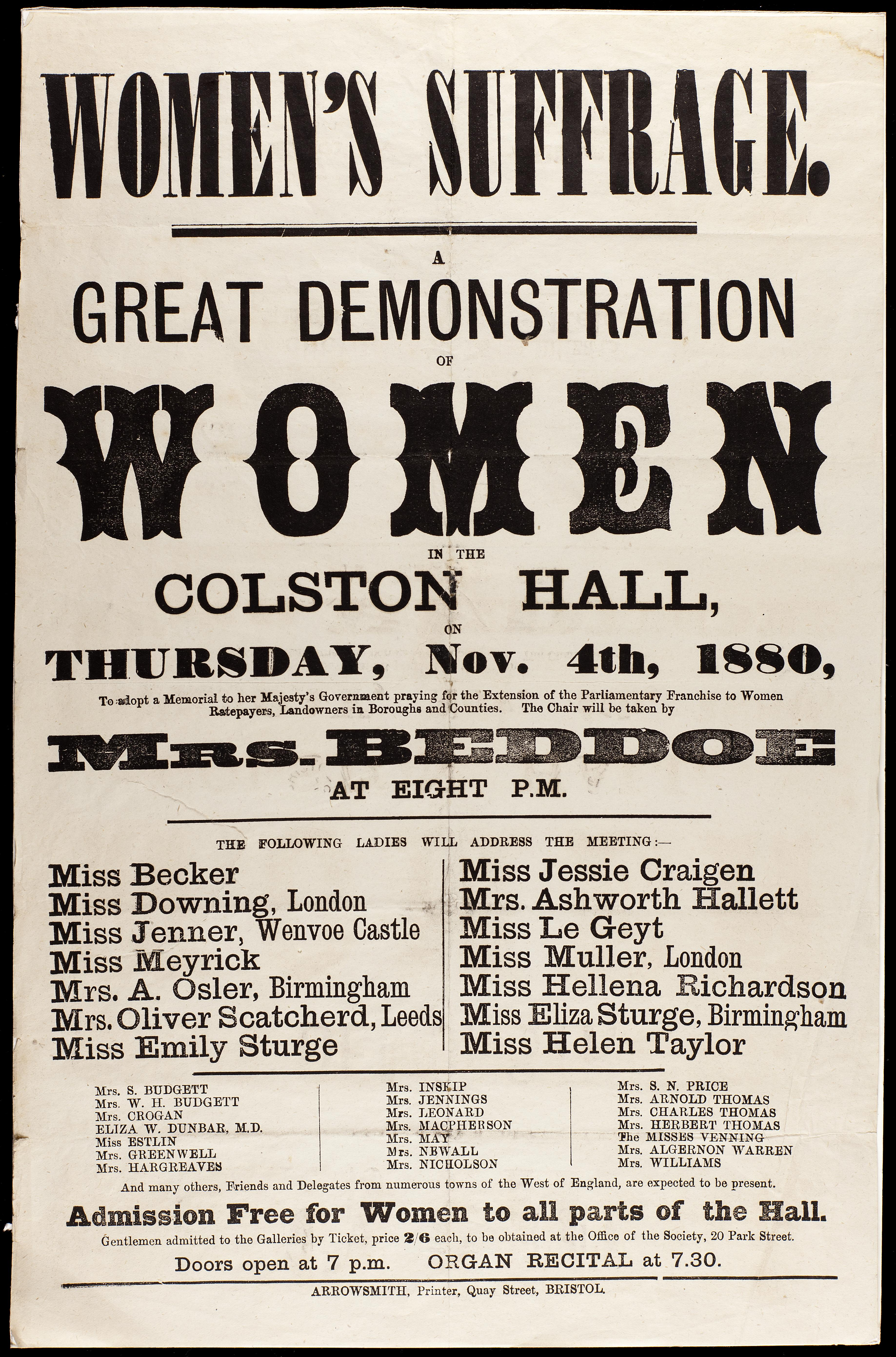
Great Demonstration of Women1880-11-04 (22598653040)
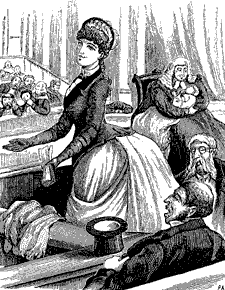
Women suffrage cartoon
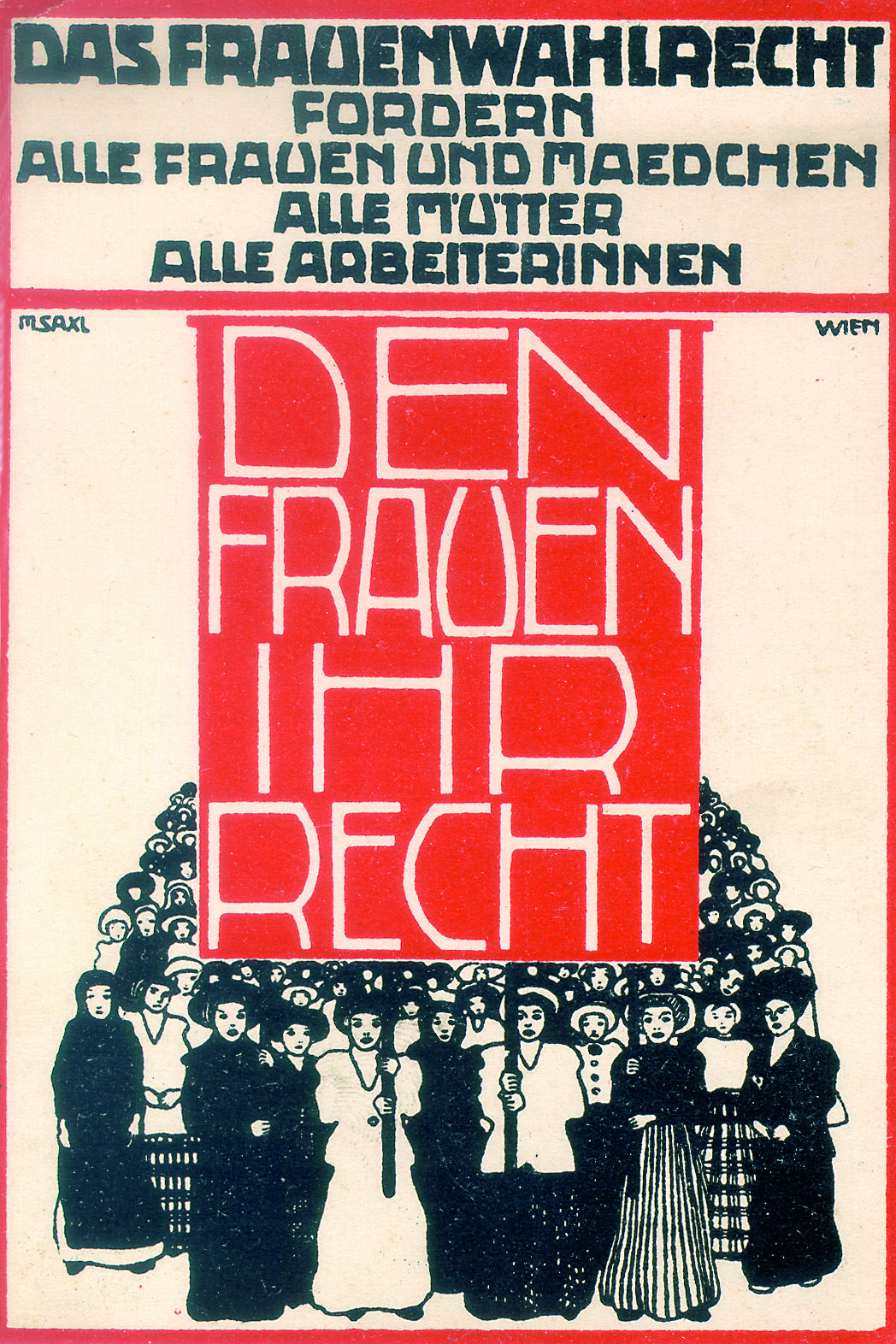
07 frauentag plakat1 VGA (7534320756)
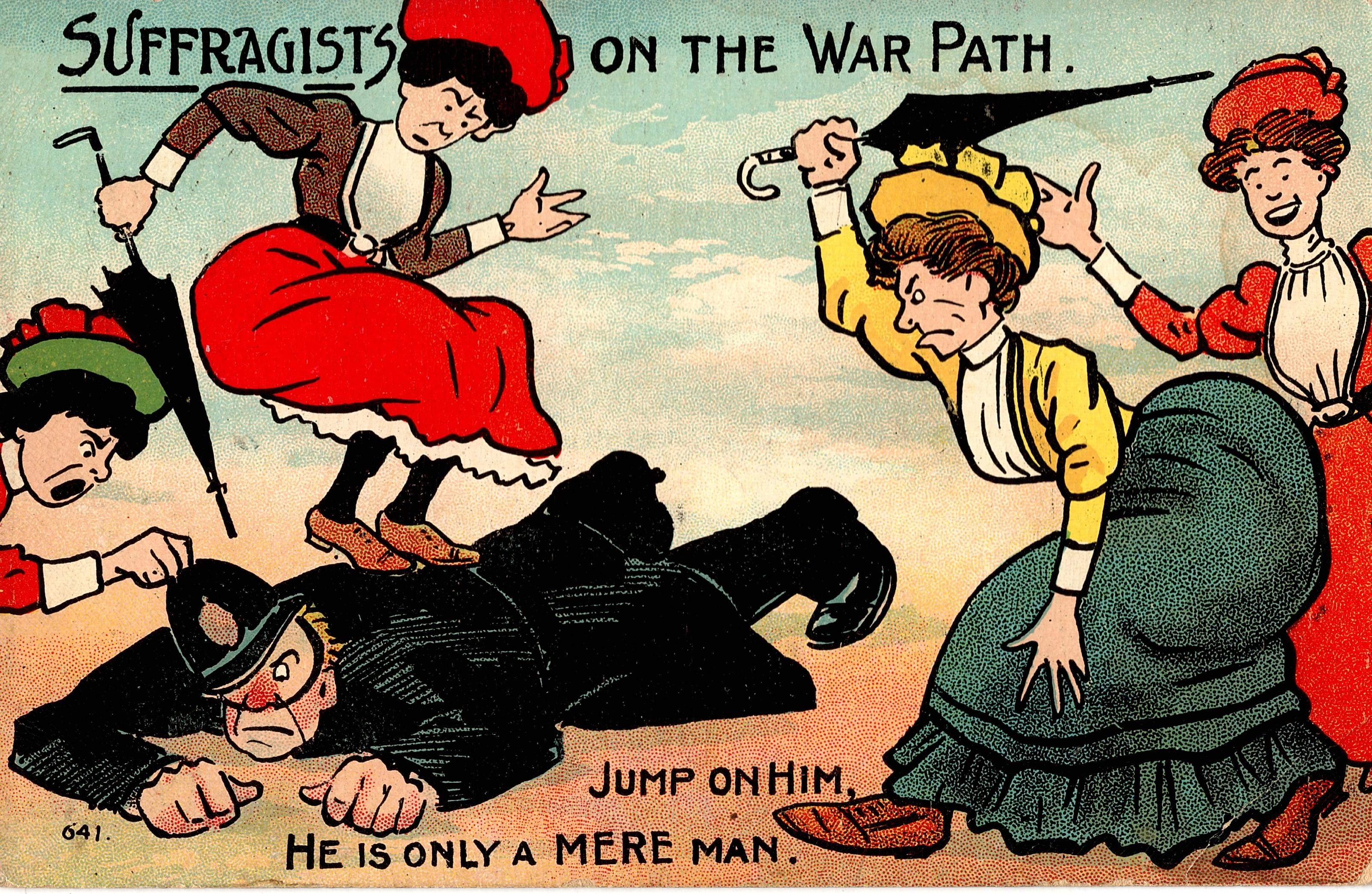
Anti-suffrage postcard- Suffragists on the warpath
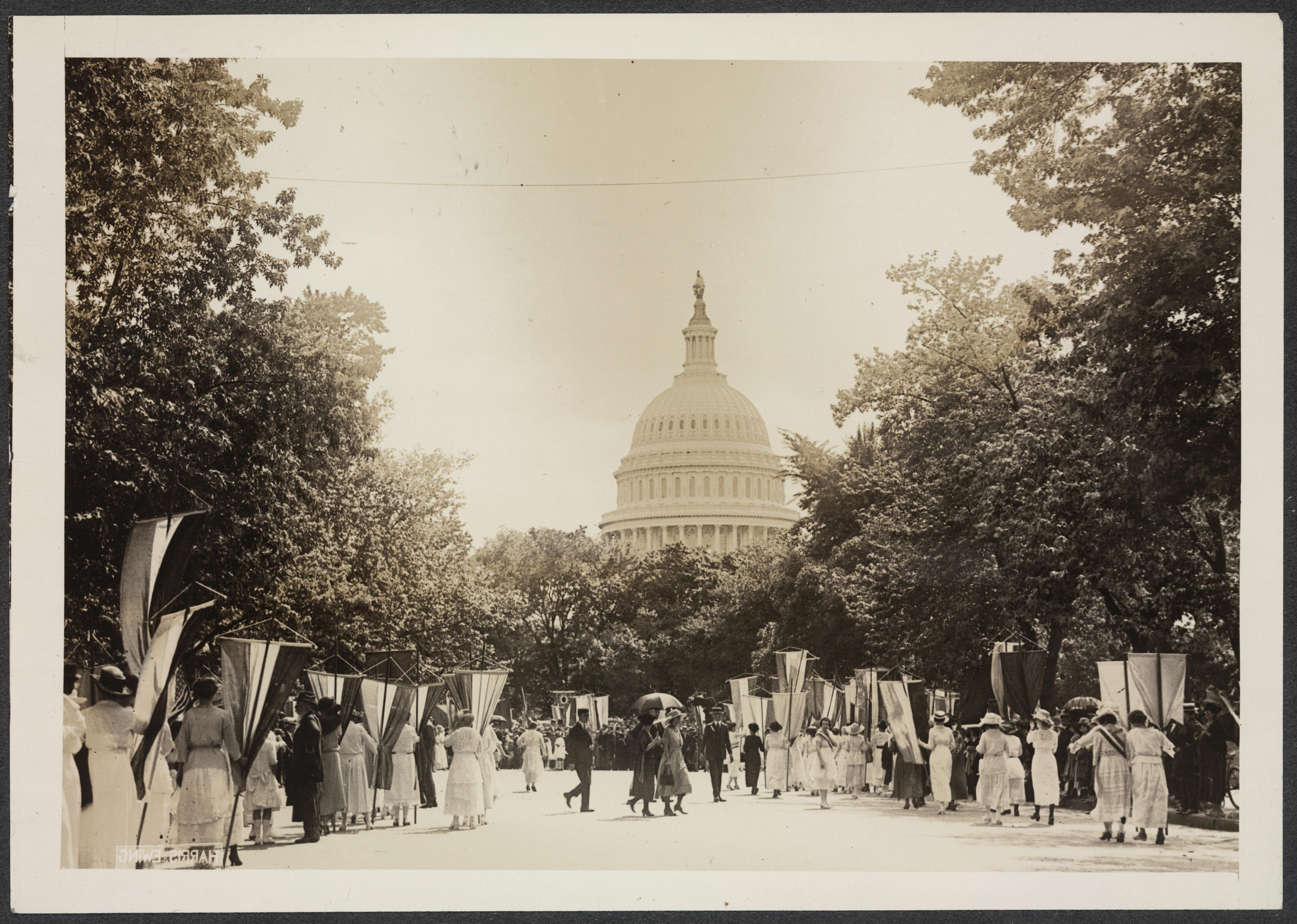
National Woman's Party members walking with banners 159021v
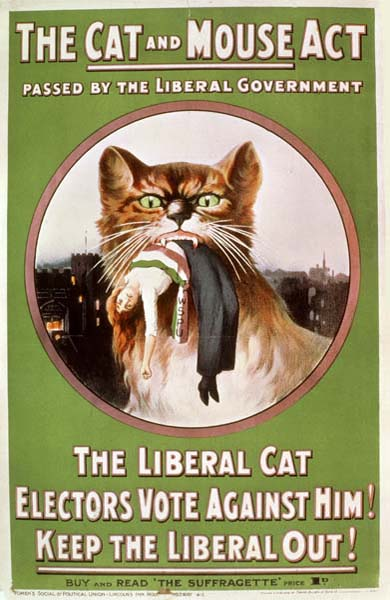
Cat and Mouse Act Poster - 1914
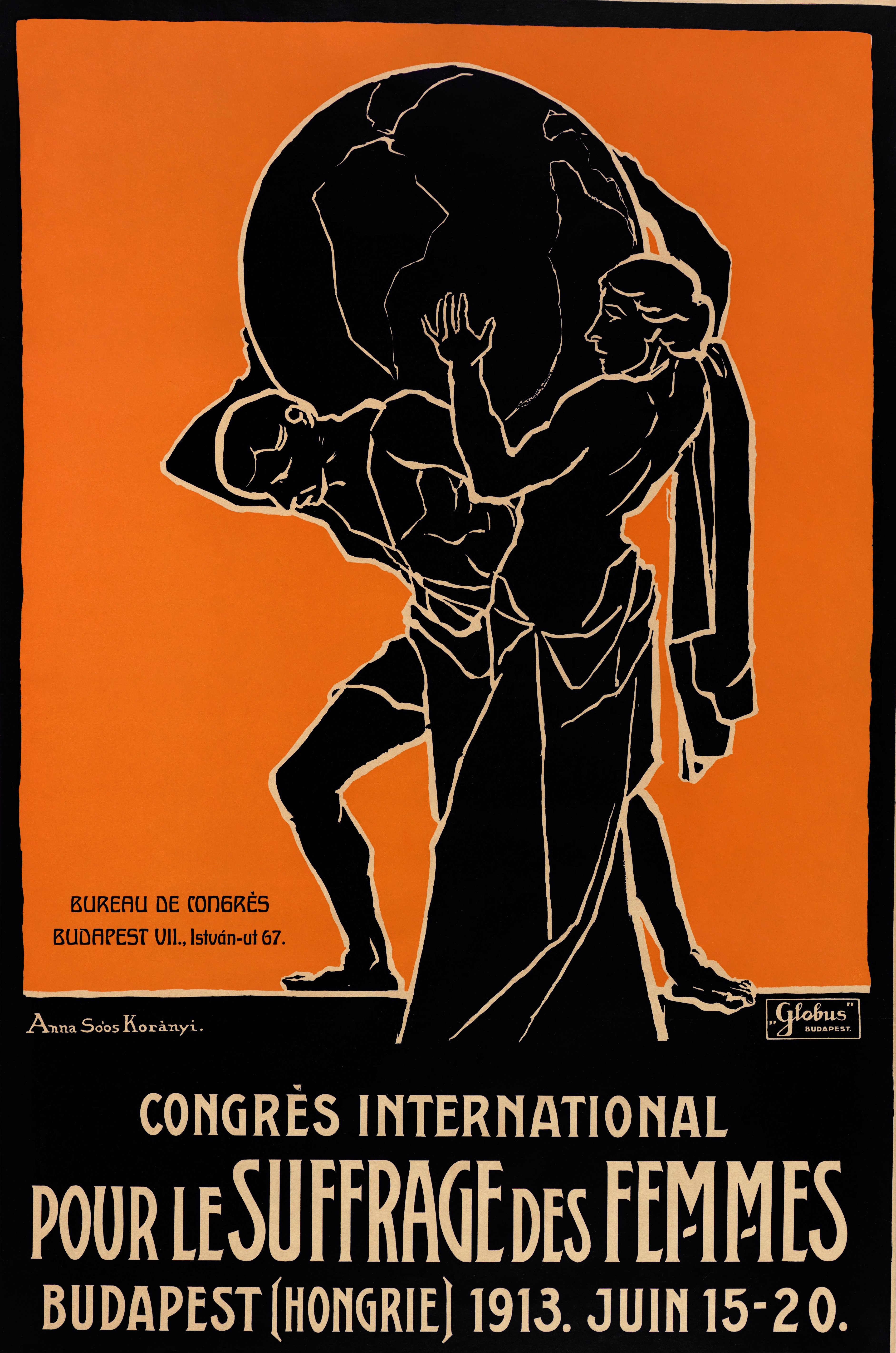
Poster by Anna Soós Korànyi for the Seventh Conference of the International Woman Suffrage Alliance
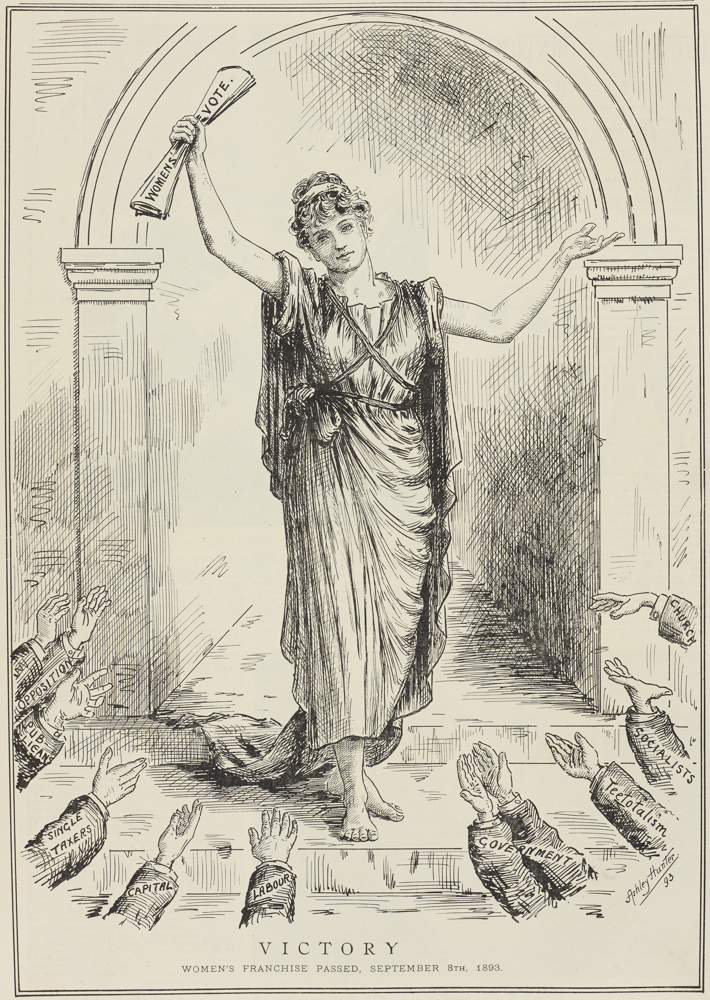
Victory Women's Franchise Passed, September 8th, 1893
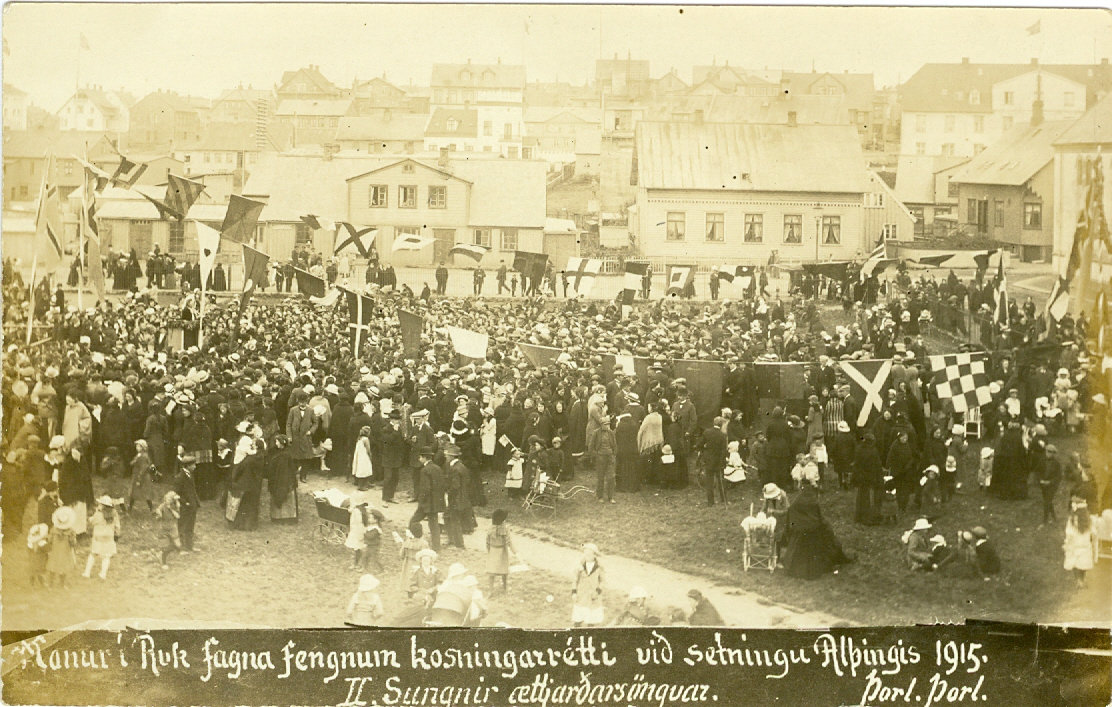
AJ-1728
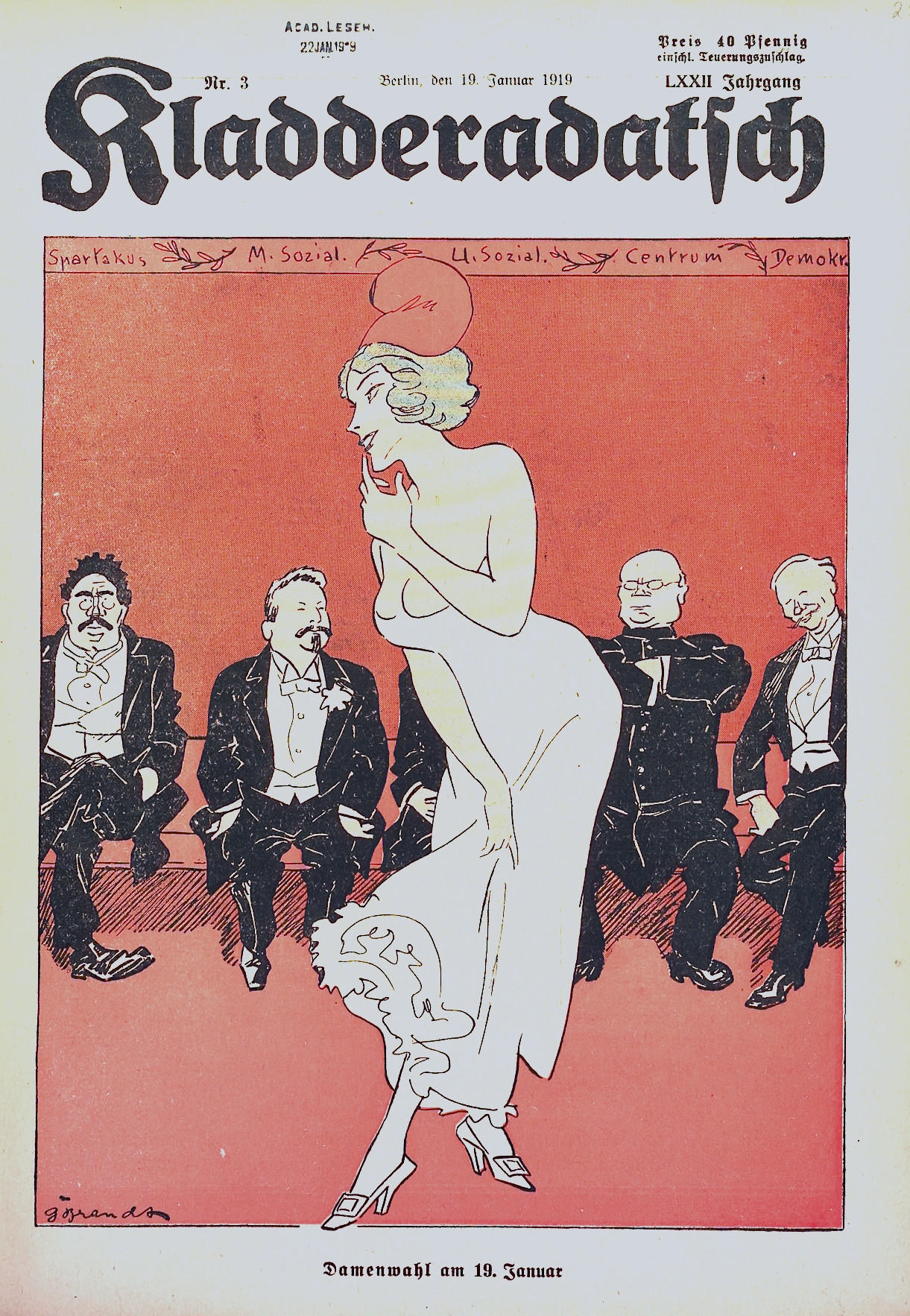
Kladderadatsch Damenwahl Gustav Brand 1919
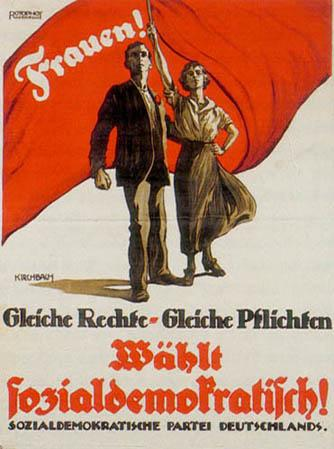
Gleiche Rechte Gleiche Pflichten, social democrat party poster 1919
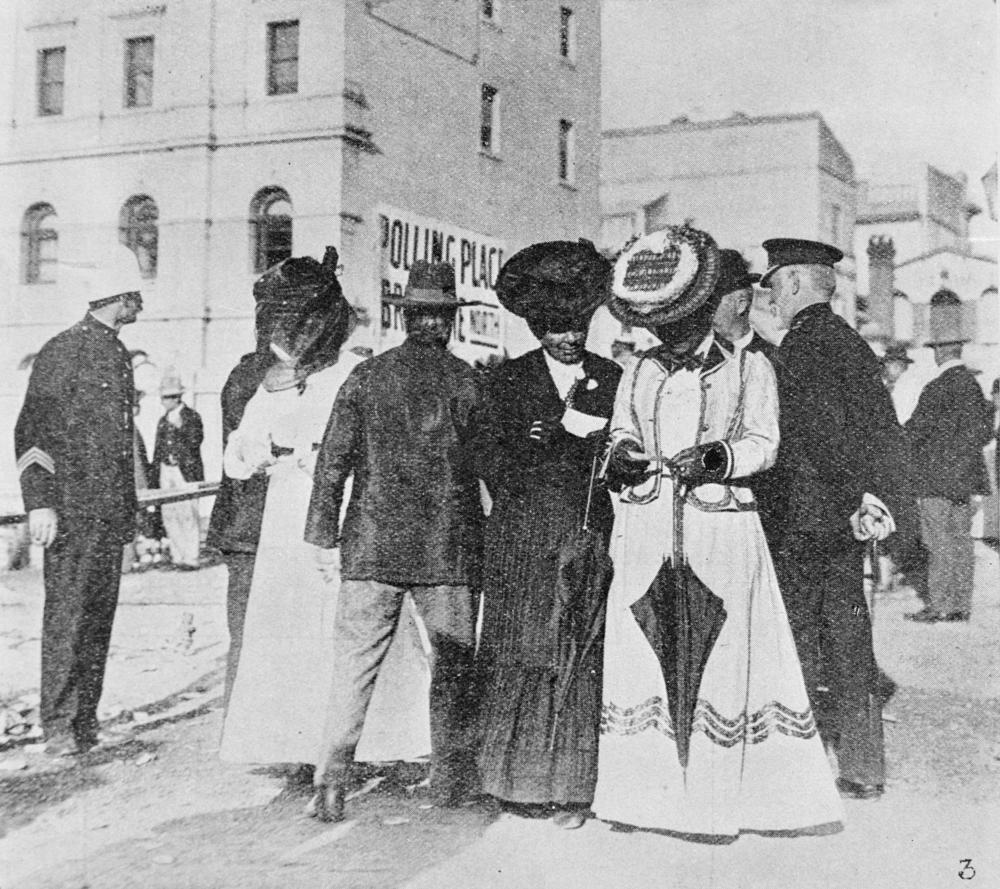
StateLibQld 1 76283 Women at the first state election comparing notes, Brisbane, 1907 , (suffragette movement in Queensland)
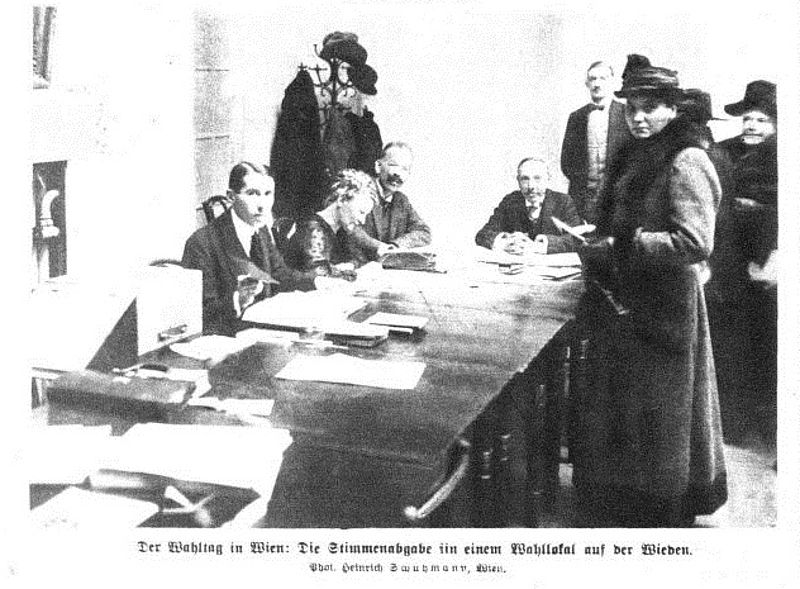
Women voting in Wieden, Vienna 1919
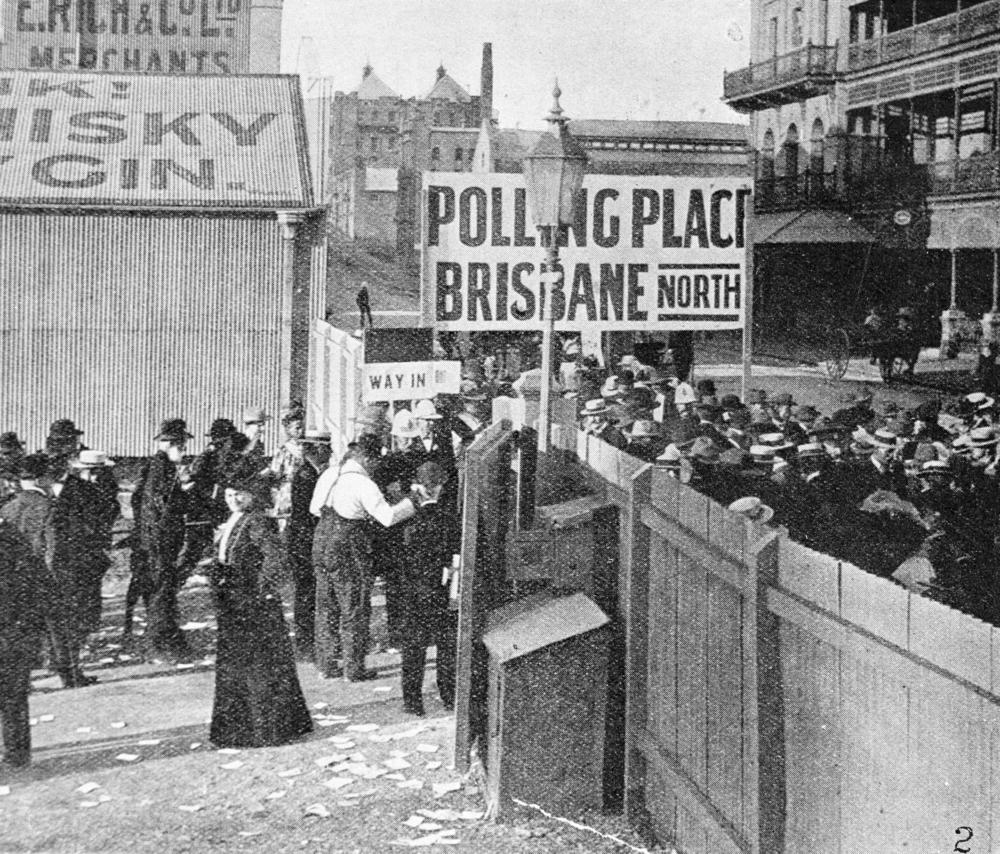
Women inside the gate of the city polling station voting for the first time in a Queensland state election, 25 May 1907 (28008208515)
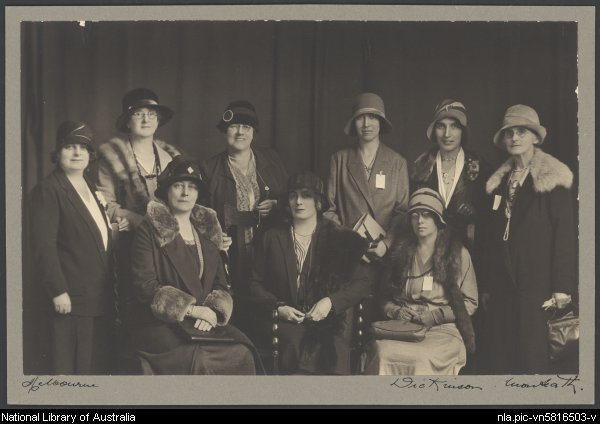
Australian Federation of Women Voters 3rd conference
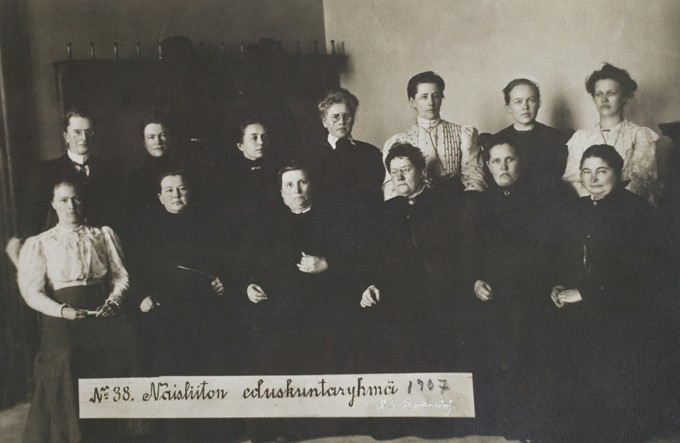
First Female Parliamentarians in the world in Finland in 1907
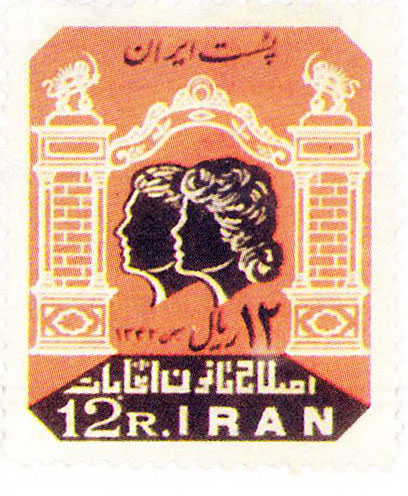
Stelectlaw
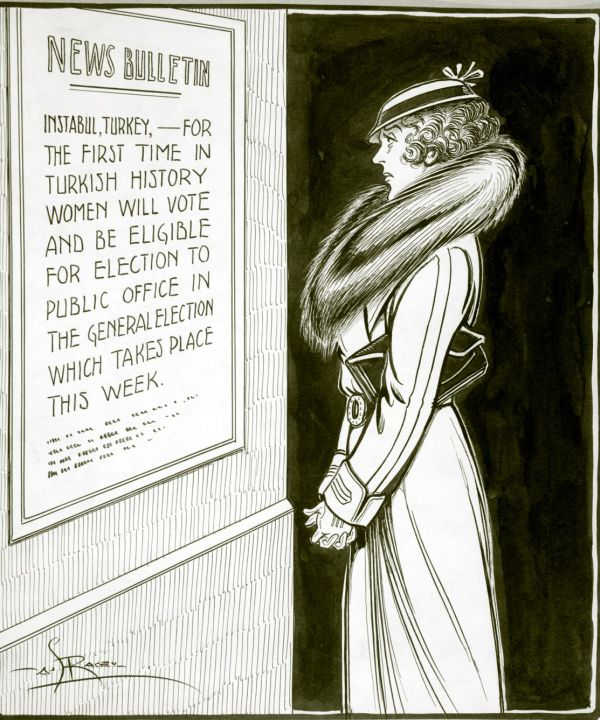
Political cartoon commenting on women's voting rights in Quebec